# Alchemie

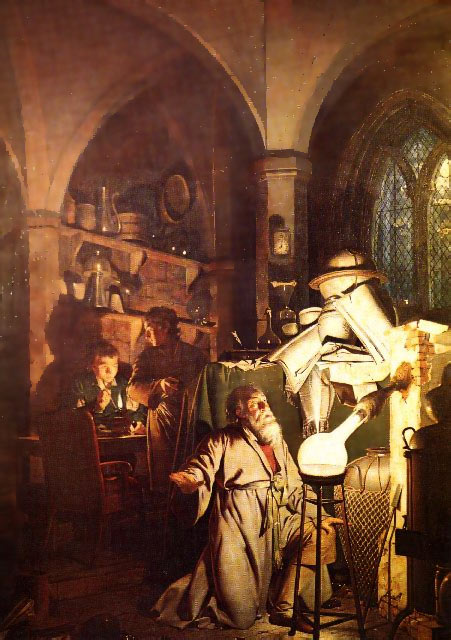
The Alchemist, Joseph Wright of Derby (1771), Museum and Art Gallery, Derby. Het schilderij toont Hennig Brand die zojuist het lichtgevende fosfor heeft bereid.

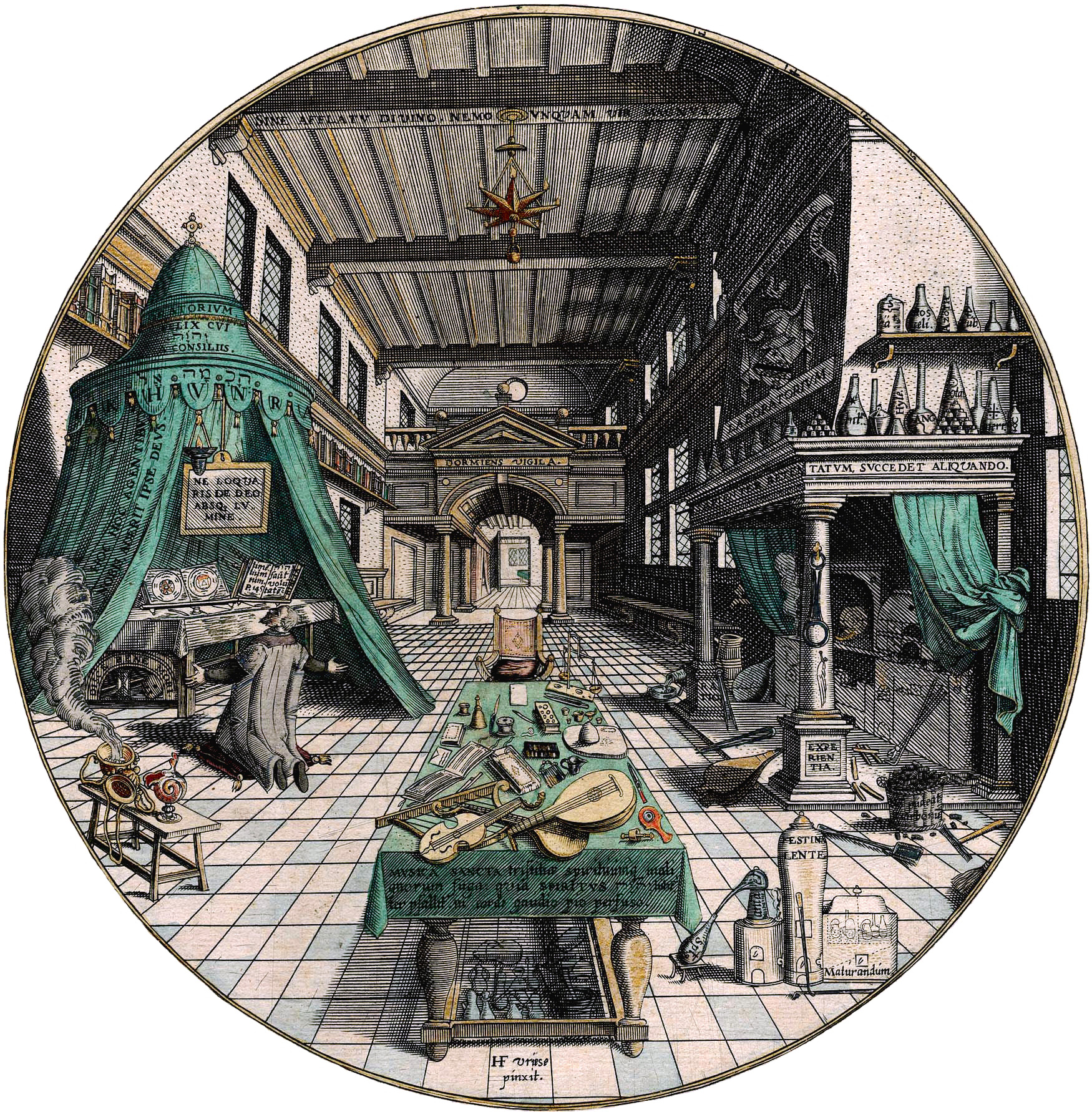
Het laboratorium van de alchemist, Hans Vredeman de Vries, circa 1595

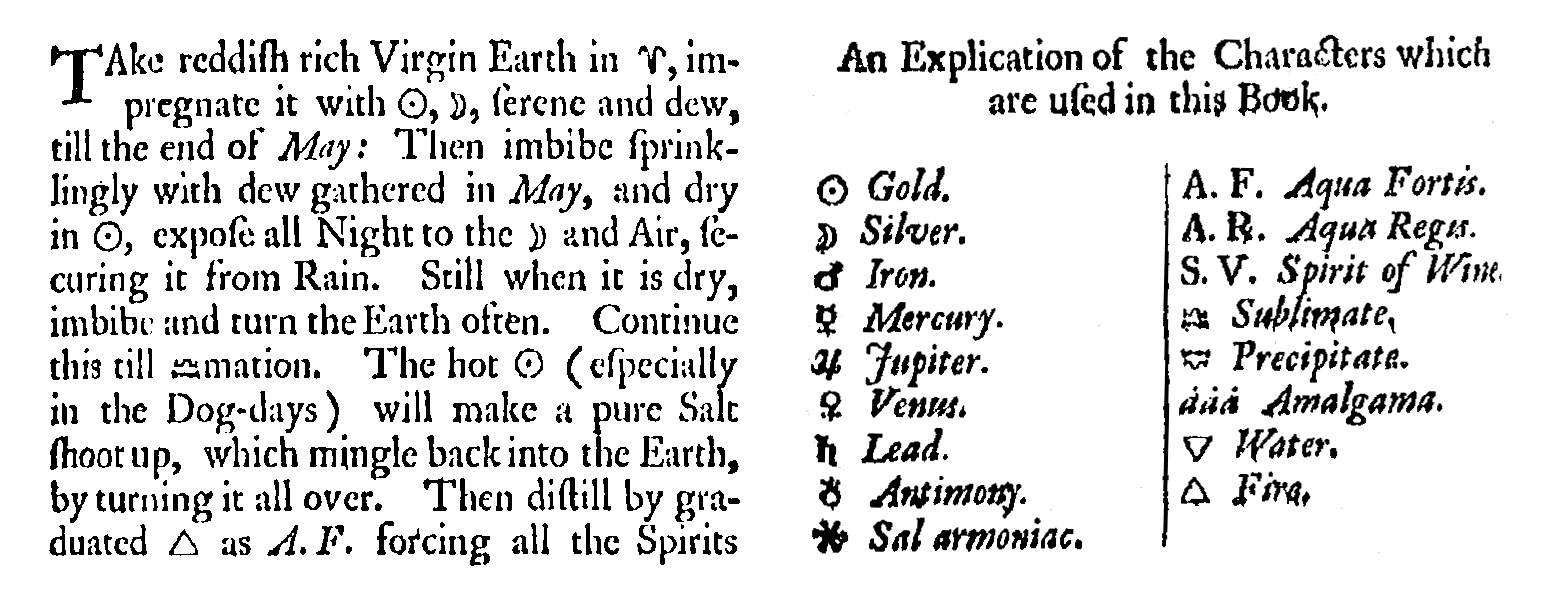
Fragment uit een 17e-eeuws alchemistisch boek. De astrologische symbolen vormen de sleutel voor de te gebruiken metalen en andere substanties tijdens het alchemistisch proces. Zo staat Saturnus symbool voor lood, Maan voor zilver en Zon voor goud.

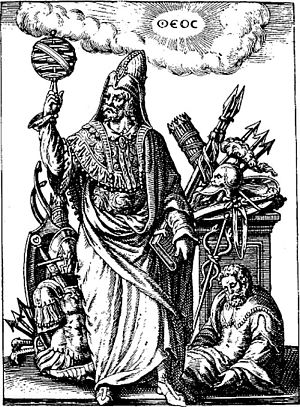
Hermes Trismegistus met caduceus, middeleeuwse prent.

Alchemie of alchimie (van het Arabisch: الكيمياء, al-kimia) was een oude tak van de natuurfilosofie waarin geleerden op speculatieve wijze materie onderzochten. Het is de voorloper van de moderne scheikunde, waar het geleidelijk door werd vervangen rond het einde van de achttiende eeuw. Een belangrijk doel van alchemie in de Arabische en westerse traditie was het vervaardigen van de Steen der wijzen, om gewone metalen in goud te veranderen, ziektes te genezen en langer te kunnen leven. Om het doel te bereiken, baseerden veel Arabische en Europese alchemisten zich direct of indirect op de natuurfilosofie van Aristoteles (Physica, Meteorologica), waarin verondersteld werd dat elk van de vier elementen in een ander kon worden omgezet door het met een andere kwaliteit – heet, koud, vochtig of droog – te combineren.
Alchemie kwam van oudsher in veel culturen voor. Zo waren er alchemisten in het Oude Egypte, in het China van Lao Tzu, in het hellenistische Griekenland van Alexander de Grote en in het vroegmiddeleeuwse Midden-Oosten en het Arabische cultuurgebied. In de twaalfde eeuw begon Europa meer kennis te nemen van alchemie, eerst vooral via Arabische bronnen, maar in het westen werd het pas vooral invloedrijk en populair in de Vroegmoderne Tijd. Tegen het einde van de zeventiende eeuw was de alchemie in zekere zin op haar retour.
De huidige inzichten in elementen tonen aan dat het onmogelijk is om andere metalen langs chemische weg in goud om te zetten. In 1980 slaagde de Amerikaanse atoomfysicus Glenn Seaborg hier wel in door middel van kernreacties, maar zijn methode was veel te kostbaar om op grote schaal goud te produceren uit andere elementen. Hierbij moet wel worden opgemerkt dat elementen als zwavel en kwik niet zomaar gelijkgesteld kunnen worden aan de moderne chemische elementen: voor de alchemisten waren het eerder principes en was bijvoorbeeld zwavel het principe van verbranding en kleur.

## Etymologie
Aangenomen wordt dat het woord alchemie een samenstelling is van al en chemie of chem. Al is een Arabisch lidwoord maar het is onduidelijk of het tweede deel eveneens van Arabische origine is aangezien in de meeste oude talen gelijkaardige woorden voorkomen met een betekenis die verband lijkt te houden met het beoefenen van de alchemie. Zo is het mogelijk afgeleid van het Griekse (χυμεία; chumeia) en betekent dan 'gieten' of 'infusie', waarbij de betekenis specifiek in verband wordt gebracht met de studie van de sappen van planten. Vandaar zou het betekenisveld dan uitgebreid zijn tot chemische manipulaties in het algemeen.
Het woord alchemie zou ook kunnen zijn afgeleid van khem of khamé, het hiëroglief km, 𓆎 dat 'zwarte aarde' betekent en bij Plutarchus voorkomt als χυμεία, uitgelegd als 'de Egyptische kunst'. Het woord zou voor de eerste keer zijn voorgekomen in de werken van Julius Firmicus, een astrologisch schrijver uit de 4e eeuw. Het lidwoord al zou dan later als prefix zijn toegevoegd door een kopiist.

## Historiografische ontwikkelingen
Het aantal onderzoekers en publicaties gewijd aan de geschiedenis en de interpretatie van de alchemie is de afgelopen decennia aanzienlijk gegroeid.
Traditioneel is alchemie sinds de oudheid veelal geassocieerd met de zoektocht naar de Steen der wijzen, waarmee gewone metalen veranderd konden worden in edele metalen (goud en, minder frequent, zilver). Alchemie is (in Europa) echter ook verbonden met filosofie, metallurgie, geneeskunde, farmacie (paracelsianisme, iatrochemie), allerlei technologische ontwikkeling en scheikunde. Zeker in het vroegmoderne (West-)Europa is het niet altijd eenvoudig deze disciplines strikt van elkaar te scheiden.

### Traditionele interpretaties
In de Chinese traditie was het doel tot de 12e eeuw steeds 'praktisch' opgevat. Enerzijds was er het maken van goud, anderzijds de zoektocht naar een levensverlengend middel. Veel meer een Aziatisch dan een Midden-Oosters en zeker Europees doel was verder onsterfelijkheid. Bijster veel over oriëntaalse alchemie lijkt in het westen echter nog niet bekend.
Over de precieze intenties en het uiteindelijke doel van de westerse alchemie blijft een en ander soms minder duidelijk. Dat heeft ermee te maken dat alchemistische teksten doorgaans hermetisch zijn, dat wil zeggen niet toegankelijk voor niet-ingewijde mensen. Om dit te bewerkstelligen hebben alchemistische auteurs zich vaak bediend van symbolen, metaforen en zelfs allegorieën om te voorkomen dat de waardevolle inhoud als parels voor de zwijnen gegooid werd. Alleen hij die oprecht zijn best doet, lang studeert en eventueel de hulp van God heeft, slaagt erin de hoogste waarheid te kennen. Tegenwoordig kan men bij de bestudering van alchemistische traktaten terecht bij wetenschappelijk verantwoorde naslagwerken.
Het voornaamste doel van de alchemisten was het vervaardigen van de Steen der wijzen, die het middel zou zijn tot persoonlijke rijkdom, lichamelijke heling en, in maatschappelijke zin, eventueel welvaart. Het kon ook gezien worden als levensverlengend middel, terwijl alchemie in algemeen tot een beter inzicht van de geschapen wereld en de materie daarin leidde.

### Vanaf de 16e eeuw
De 16e-eeuwse arts Paracelsus gaf aan het doel van de Steen der wijzen enige bijsturing. Hij vond dat de alchemist zijn futiele zoektocht naar het fonkelend goud moest staken en de mensheid beter kon dienen met onderzoek naar betere medicijnen. Voor zijn volgelingen kon de Steen echter nog steeds als het ultieme medicijn tegen alle kwalen gezien worden, een panacee. Het was echter vooral door de opgang van de moderne wetenschap in de loop van de 17e eeuw dat alchemie meer en meer een 'innerlijk' aspect kreeg. Auteurs als Jakob Böhme (1575–1624) en Thomas Vaughan (1621–1665) werkten heel waarschijnlijk al niet meer in een laboratorium. Deze schrijvers identificeerden de Steen der wijzen vaak met Christus en waren met evenveel recht mysticus te noemen als alchemist.

### 19e-eeuwse spirituele interpretatie
Met name sinds de negentiende eeuw is tevens het idee ontstaan dat alchemie, de zoektocht naar de Steen der wijzen en alchemistische metaforen soms draaien om spirituele groei en de wens om verlichting, of zelfs de zoektocht naar onsterfelijkheid. Tevens is het sindsdien verbonden met occultisme in zijn geheel, waarbij alchemie veeleer gezien wordt als irrationeel, voornamelijk abstract en verbonden met bijgeloof en magie. Zowel in de westerse als bijvoorbeeld de Chinese alchemie is er sprake van twee grote interpretaties: een exoterische, die zich richt op het materiële, en een esoterische, die de spirituele dimensie van alchemie benadrukt.

### 20e-eeuwse benaderingen

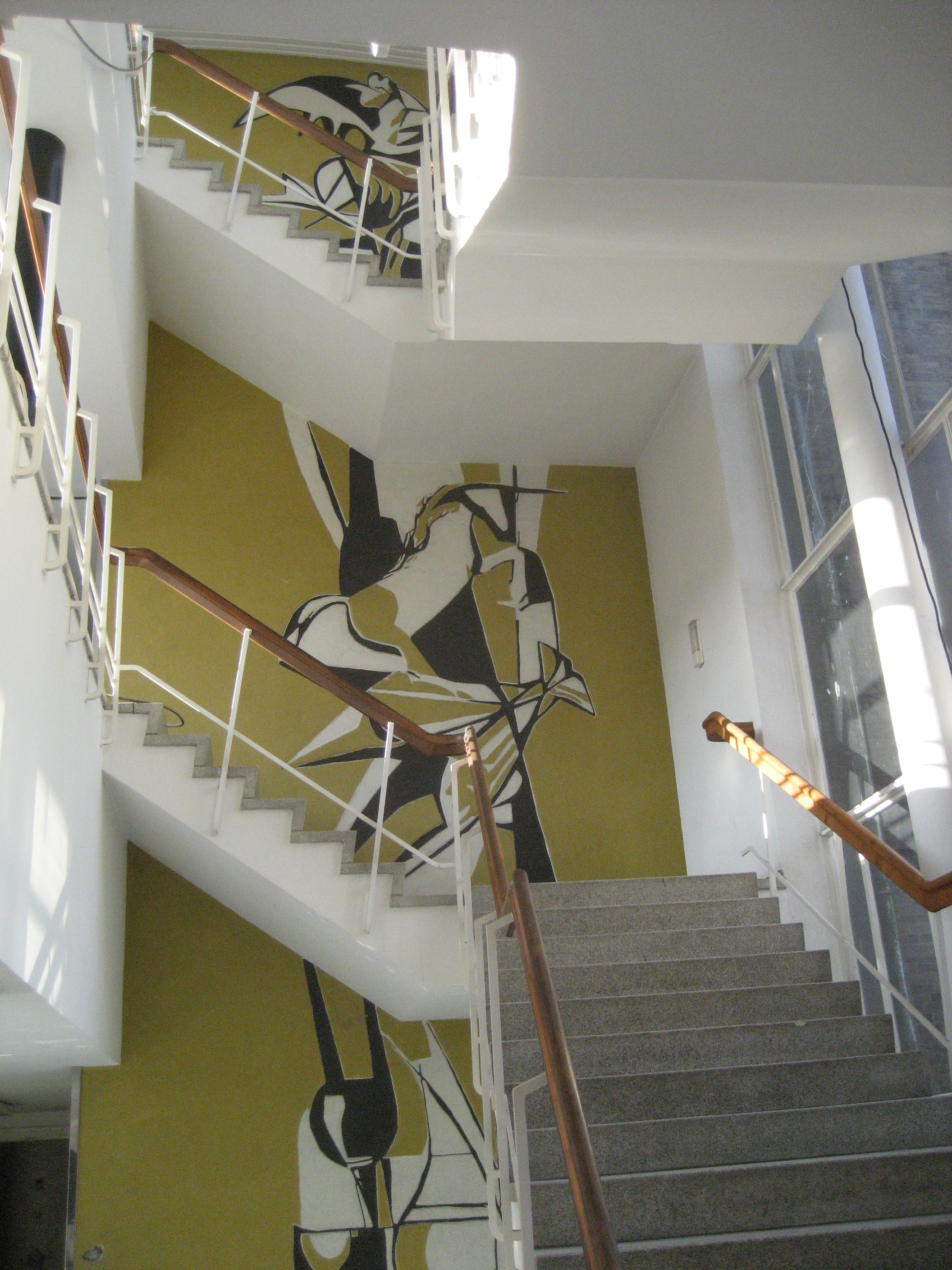
Compositie van elementen uit de alchemie van Lex Horn in Leiden

In de twintigste eeuw is de alchemie op diverse manieren benaderd. Men denke aan filosofie, mythologie, letterkunde, symbologie, semiotiek, psychologie, kunst, geschiedenis van de wetenschap en de geschiedenis van de geneeskunde in het bijzonder.
Het alchemistische vakgebied is lang het slachtoffer geweest van diverse vooroordelen of misverstanden, die veelal teruggaan op achttiende-eeuwse verlichtingspolemiek en negentiende-eeuwse herinterpretaties. Nog steeds zien wetenschappers zich hierdoor genoodzaakt hun bestudering van het onderwerp expliciet te rechtvaardigen. Over het algemeen draait het vertekende beeld rondom termen als rationaliteit, experiment en rede tegenover hun tegengestelden. Alchemie was, en is, dan ook niet zelden gezien als irrationeel, met alchemisten als dubieuze wetenschappers. Dergelijke denkbeelden en dichotomieën maken alchemie als de tegenpool van 'moderne chemie'.
Veel is gedaan om dergelijke misverstanden teniet te doen en alchemie te herwaarderen, met name in de laatste twee tot drie decennia. Onderzoekers lieten zien dat alchemie onlosmakelijk verbonden is met de premoderne cultuur en wetenschap, en dat het niet los gezien kan worden van de wetenschappelijke revolutie. Het is gebleken dat de tegenstelling met 'moderne' en 'experimentele' chemie incorrect is. In plaats daarvan is de achttiende-eeuwse en latere scheikunde schatplichting aan eerdere 'alchemie', en dus kan men beter van een continuüm spreken. In elk geval is een strikt onderscheid onhoudbaar. Dit bracht L. Principe en W. Newman er in 1998 toe om in de Engelstalige vakliteratuur de term chymistry te introduceren. Hiermee wordt dan verwezen naar het geheel van vroegmoderne alchemie-chemie, om zo ongewenste en anachronistische connotaties te vermijden. De term kwam destijds ook al voor. Chymistry heeft inmiddels ingang gevonden in de vakliteratuur, maar een Nederlands equivalent bestaat nog niet.
In de recente historiografie is alchemie uitgebreid bestudeerd in het kader van de wetenschappelijke revolutie en de vroegmoderne samenleving, die de discipline voor zichzelf lieten spreken. Door dit onderzoek ontstond een beeld van een rationele en experimentele alchemie die inherent verbonden was met de wetenschappelijke revolutie. Het onderzoek ging voorbij de verouderde dichotomie en lijkt nu geaccepteerd in hedendaags onderzoek. De wending in de historiografie hing samen met aandacht voor de interne verscheidenheid en dynamiek van alchemie, van de Steen der wijzen en metaforiek tot en met experiment en geneeskunde en dergelijke. Bestudeerde aspecten rondom alchemie zijn bijvoorbeeld de rol van het mecenaat, de boekdrukkunst, de opmars van het gebruik van volkstaal, ambachtslieden, de universiteiten en godsdienst. Veel academische studies erkennen deze verscheidenheid van het vakgebied en breedte van het concept 'alchemie', zonder noodzakelijkerwijs gebruik te maken van bijvoorbeeld occulte of jungiaanse interpretaties van alchemistische metaforen. Zo zijn metaforische beschrijvingen van alchemistische processen met succes vertaald naar laboratoriumexperimenten, wat pleit voor het (in de ogen van de vroegmoderne mens!) wetenschappelijke karakter van de discipline.
In het Nederlandse taalgebied is het onderzoek naar informatieve en vakgerichte teksten (artesliteratuur of artesteksten) uit de middeleeuwen en vroegmoderne tijd vooral op gang gekomen in ongeveer dezelfde periode als hierboven vermeld. Verhoudingsgewijs is binnen dat onderzoek niet bijster veel gedaan met Nederlandse of Nederlandstalige alchemie. Een overzicht van Middelnederlandse alchemistische teksten in druk en handschrift kan men terecht bij R. Jansen-Sieben, Repertorium van Middelnederlandse artesliteratuur, 1989.

## Geschiedenis
Alchemie bestrijkt diverse filosofische tradities verspreid over ongeveer vier millennia en drie continenten. Men kan ten minste drie grote tradities onderscheiden die grotendeels onafhankelijk van elkaar ontstonden: de Chinese alchemie, de Indiase alchemie en de westerse alchemie. Deze laatste ontstond rond de Middellandse Zee, waarbij in de loop van een paar millennia zich een alchemie ontwikkelde in achtereenvolgend het Oude Egypte, het hellenisme van de klassieke oudheid (nog altijd met Egypte als belangrijk centrum) en de Arabische periode van de vroege middeleeuwen. De Arabische alchemie bouwde voort op hellenistische ontwikkelingen, maar voegde ook nieuwe elementen toe. Het is via de Arabische geschriften dat de discipline het Latijnse Europa bereikte, vooral via het Iberisch Schiereiland. Sedertdien verspreidde het vakgebied zich over Europa. Chinese alchemie was nauw verbonden met het taoïsme en de Indiase alchemie met de dharma-religies, terwijl westerse alchemie haar eigen filosofische systeem ontwikkelde onder invloed van diverse westerse religies. In hoeverre de genoemde drie tradities elkaar in de loop der tijden hebben beïnvloed en of ze mogelijk een gemeenschappelijke oorsprong hebben, blijft een onbeantwoorde vraag.

### Chinese alchemie
De vroegste Chinese alchemisten lijken de taoïsten geweest te zijn. Aan de oorsprong van deze traditie zou de wijze Lao Tzu liggen, die leefde omstreeks 550 v.Chr. De beschrijvingen van de Tao (de weg) hebben veel gemeen met hoe bijvoorbeeld Paracelsus de prima materia opvatte, namelijk als 'de Moeder van Alle dingen' waarbij alle dingen geschapen zijn uit een enkele materie.
Terwijl de westerse alchemie uitgaat van 4 elementen en 3 principes, maakt de Chinese alchemie gebruik van de elkaar complementerende principes van yin en yang. Yin representeert hierbij het passieve, vrouwelijke element, en yang het actieve mannelijke. (In de westerse alchemie vinden we ditzelfde idee terug onder verschillende namen: sulfur en mercurius, het vaste en het vluchtige, Sol en Luna, Koning en Koningin.)
Zoals ook in het westen het geval is, kwam alchemie in twee vormen voor:
- een innerlijke, spirituele alchemie, Neidan genoemd
- een praktische, (laboratorium)alchemie, Waidan genoemd

De 'uiterlijke' Waidan-alchemie was dominant tot ongeveer de 12e eeuw, waarna onder invloed van het boeddhisme Neidan de overhand kreeg. Het hoofddoel van Waidan was het elixer of de 'pil' van onsterfelijkheid. De Chinese alchemisten deden in hun laboratoria als gevolg van hun zoektocht naar dat elixer talrijke ontdekkingen en legden zo de fundering van de Chinese wetenschap en de scheikunde in het bijzonder.

### Indiase alchemie
Net zoals Chinese alchemie ondenkbaar is zonder taoïsme, zo is Indiase alchemie ondenkbaar zonder het hindoeïsme. En net zoals haar Chinese tegenhanger is de Indiase alchemie vooral bezig met de productie van elixers om het leven te verlengen. Het idee dat twee tegenstellingen (polariteiten) aan de basis liggen van de dingen is ontleend aan het hindoeïsme: Shakti als vrouwelijk principe is de actieve Moeder/Vernietiger, en is de oorzaak van de eindeloze verandering van de wereld. Shiva daarentegen is de constante, passieve, mannelijke energie. Het lijkt er ook op dat de Chinese en Indiase traditie deze principes delen en dat er een vorm van uitwisseling is geweest. Indiase alchemie heeft ook een aantal overeenkomsten met yoga en tantra: alle drie streven ze zuiverheid van lichaam en geest na, een soort veredeld lichaam waar tijd en verval geen vat op hebben. De adembeheersing en het werk met de chakra's vindt men bijvoorbeeld ook terug in zowel tantra als Indiase alchemie. Beiden streven ernaar om latente energieën in het lichaam vrij te maken met als uiteindelijk doel het bereiken van verlichting. De gelijkenis met wat westerse alchemisten van de Steen der wijzen verwachtten is opvallend. Bij de oudste Indiase alchemistische teksten horen degene die worden toegeschreven aan Nagarjuna, een boeddhistische wijze. In zijn geschriften benadrukt hij – net zoals de westerse alchemisten – dat al wie het alchemistische pad wil bewandelen, behalve intelligent en volhardend, vooral zuiver van geest moet zijn.
Indiase alchemisten deden ook wetenschappelijke uitvindingen die pas later het westen zouden bereiken. Zo ontdekten ze reeds in de 12e eeuw het belang van de kleur van de vlam bij de analyse van metalen, en sommige metallurgische processen kenden ze al drie eeuwen vóór Paracelsus, Agrippa en Agricola. Ook het intern (medicinaal) gebruik van metalen pasten ze zes eeuwen vóór Paracelsus toe. Onze moderne vitaminepil is hier een afstammeling van.
De Tamil Siddhars uit Zuid-India beweerden af te stammen van een verzonken continent dat ooit in de Indische Oceaan had gelegen. Zij waren yogameesters en benadrukten dat het doel van het 'Grote Werk' zelfontwikkeling was en niet de productie van edele metalen. Volgens hun traditie zou de eerste Siddhar Agastyar geweest zijn, een legendarische wijze die – net zoals Hermes Trismegistus in het westen – als een soort leraar de kennis van kunsten en wetenschappen aan de mensheid zou hebben doorgegeven.

### Egyptische alchemie
Het spoor naar de oorsprong van de westerse alchemie leidt naar het oude faraonische Egypte. Metallurgie en mystiek waren onlosmakelijk met elkaar verbonden in de oude wereld. Er wordt door Zosimos beweerd dat alchemie in het Oude Egypte het domein was van de priesterklasse
Egyptische alchemie is ons vooral bekend dankzij de geschriften van oude hellenistische (Griekse) filosofen, wier teksten vaak alleen overgeleverd zijn in Syrische en Arabische vertalingen. Originele Egyptische documenten over alchemie zijn schaars. Hieronder bevindt zich het Stockholm papyrus en het Leyden X papyrus. Vele geschriften gingen verloren toen keizer Diocletianus in 292 de verbranding van alchemistische boeken gebood na het onderdrukken van een opstand in Alexandrië, dat tot dan toe een centrum van Egyptische alchemie was geweest.
Volgens de legende zou de Egyptische god Thoth de stichter zijn van de Egyptische alchemie. Hij werd door de Grieken Hermes-Thoth of Hermes Trismegistus genoemd. Hij zou 'de tweeënveertig Boeken van de Kennis' geschreven hebben, die alle mogelijke domeinen van kennis, alchemie inbegrepen, bestreken. Deze Hermes Trismegistus werd ook gezien als de centrale figuur van het Hermetisme, een laat-klassieke, mystieke stroming. De geschriften daarvan, de Hermetica, zijn vooral van filosofisch-theologische aard. Er bestaat echter het misverstand dat het hermetisme per definitie sterk verbonden is met alchemie. Zo wordt in het Corpus Hermeticum niet verwezen naar alchemie. Wel was het symbool van Hermes de caduceus of slangenstaf, die in vroegmoderne, alchemistische symboliek voorkomt, en tevens is een belangrijke hermetische tekst in latere tijd alchemistisch geïnterpreteerd, t.w. de Tabula Smaragdina of 'Smaragden tafel'.

### Hellenistische alchemie
De hellenistische stad Alexandrië in Egypte was een centrum van Griekse alchemistische kennis, en behield haar reputatie gedurende het grootste deel van de Griekse en Romeinse tijd. De Grieken eigenden zich de hermetische opvattingen van de Egyptenaren toe en vermengden deze met hun eigen filosofieën zoals het pythagorisme, de Griekse natuurfilosofie en het gnosticisme. Ook elementen uit het werk van Plato en Aristoteles zijn opgenomen in de hellenistische versie van de alchemie.
Zeer belangrijk was een concept uit de klassieke, Griekse filosofie, namelijk het idee dat alle dingen in het universum ontstaan zijn uit slechts vier elementen: aarde, lucht, water en vuur. Dit concept was ontwikkeld door Empedocles en later uitgewerkt door Aristoteles.

### Romeinse alchemie
De Romeinen adopteerden de Griekse alchemie en metafysica, zoals ze dit ook met de wetenschap en filosofie deden. De ontwikkeling van het christendom in het Romeinse Rijk bracht echter een verandering in de algemene houding ten aanzien van de alchemie, vooral door de invloed van Augustinus van Hippo (354–430), een vroegchristelijke filosoof die schreef over zijn geloof kort voor de Val van het West-Romeinse Rijk. Hij stelde dat zowel de rede als het geloof zouden kunnen worden gebruikt om God te begrijpen en daarin was geen plaats voor experimentele filosofie. Deze gedachten van Augustinus maakten de alchemie in de middeleeuwen verdacht en wie zich ermee bezighield ging in tegen de christelijke leer.

### Islamitische alchemie

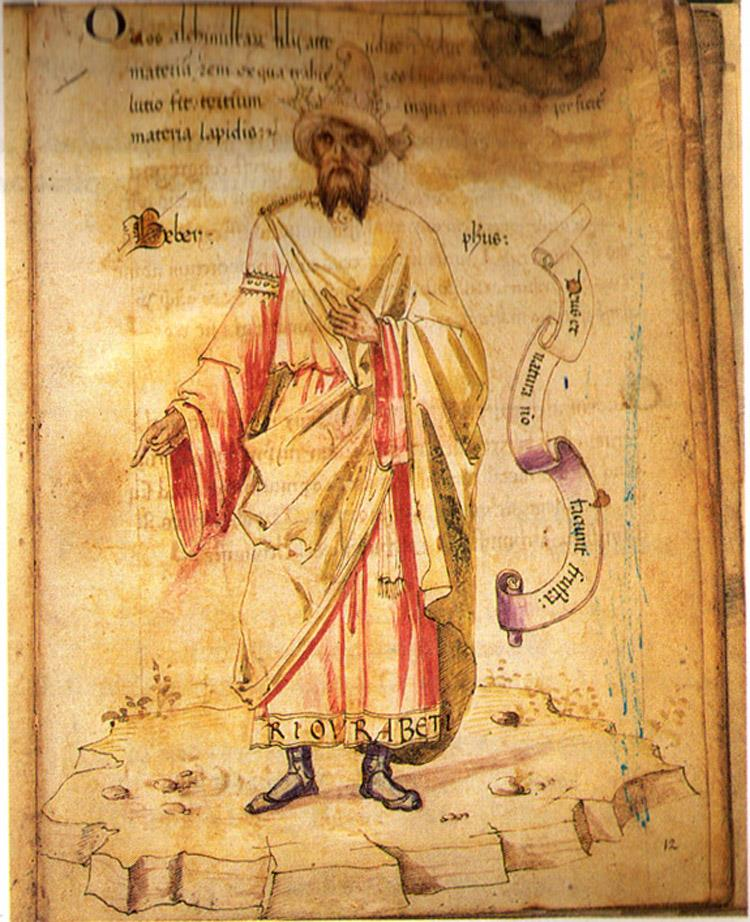
Jabir ibn Hayyan (Geber), 15e-eeuwse afbeelding uit de Codici Ashburnhamiani 1166, Biblioteca Medicea Laurenziana in Florence

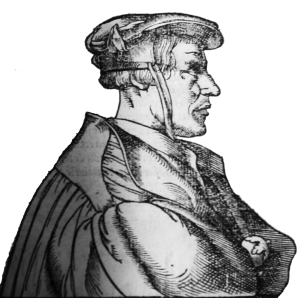
Cornelius Agrippa afgebeeld in Libri tres de occulta philosophia

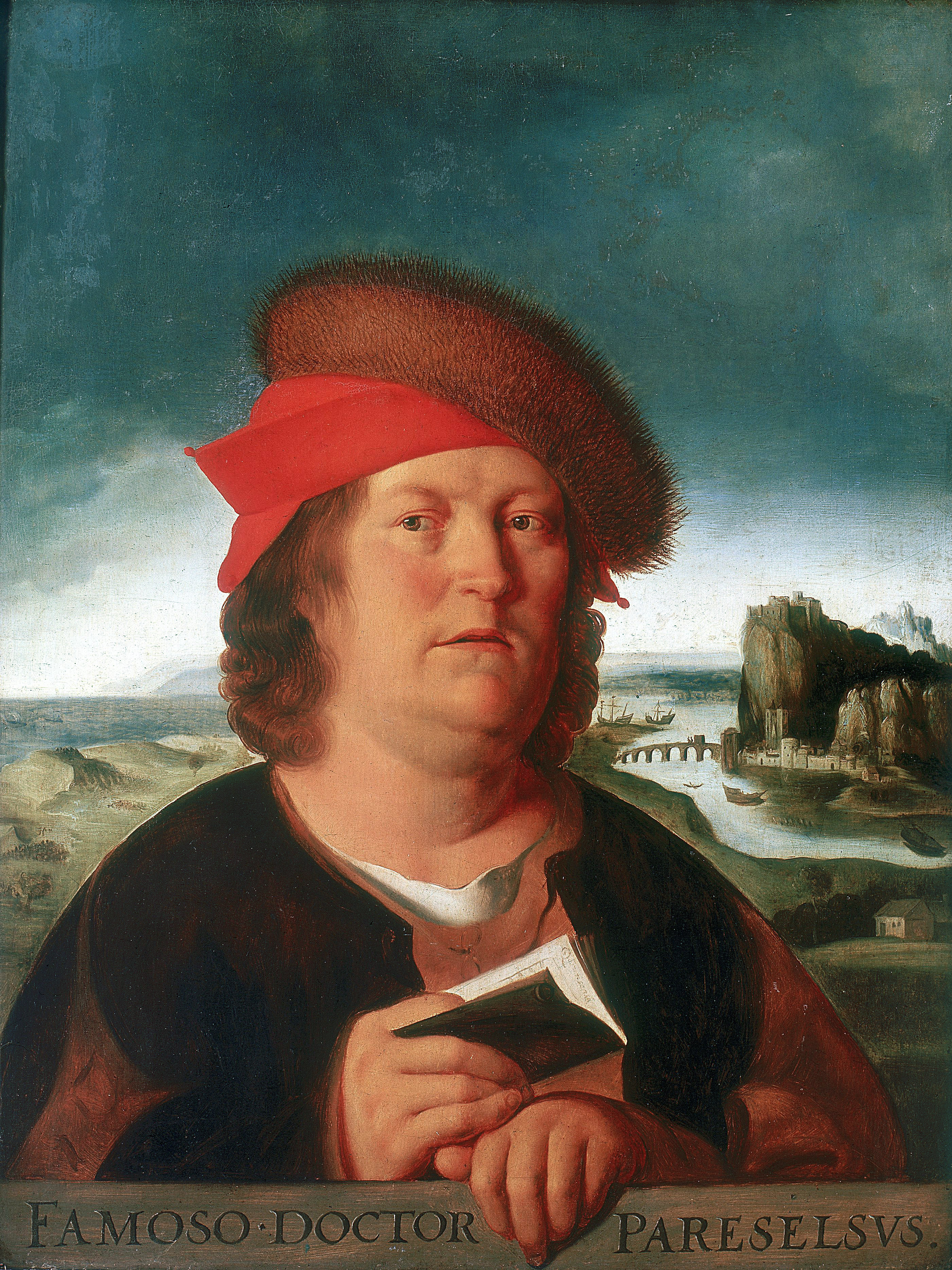
Paracelsus.

Na de Val van het West-Romeinse Rijk verschoof de focus van de alchemistische ontwikkeling naar de islamitische wereld. Heel wat vroege geschriften over alchemie zijn dankzij Arabische vertaalwerkzaamheden sinds de 8e eeuw overgeleverd, en de islamitische alchemie zelf is ook goed gedocumenteerd. Het woord 'alchemie' is afgeleid van het Arabische woord الكيمياء al-kimia. Het Arabische cultuurgebied besloeg een deel van het eerdere Grieks-Romeinse cultuurgebied, onder andere het hellenistische Egypte. Daarom vormde de islamitische wereld een smeltkroes voor de alchemie. Klassieke natuurfilosofie, klassieke geneeskunde, hermetisme, gnosis, neoplatonisme en allerlei occulte praktijken werkten in op elkaar, wat maakt dat in de Arabische alchemistische overlevering velerlei verschillende elementen teruggevonden worden. Arabische en Perzische alchemisten verschijnen echter pas vanaf de 8e eeuw, zoals Khalid, Rhazes, Umail en Jabir (zie hierna).
Wat in deze periode plaatsvond, is onder andere een synthese van enkele noties. Enerzijds was er het aristotelische idee van de twee dampen (exhalaties) van de aarde, zoals beschreven in Aristoteles' Meteorologica. Deze werden geacht verantwoordelijk te zijn voor de vorming van mineralen in de schoot van de aarde. Tegelijkertijd was er het Galenische idee van de vier lichaamssappen die een precieze balans kenden. Gecombineerd, leidde dit tot de vorming van het idee dat elk metaalsoort bestaat uit een precieze balans van twee principes, aangeduid met mercurius (kwik) en sulfer (zwavel), die elk weer opgebouwd zijn uit de vier elementen. Deze verwijzen niet per se naar de alledaagse stoffen, maar naar abstracte principes. Deze mercurius-sulfertheorie verschijnt in het Corpus Jabiricum, teksten toegeschreven aan Jabir ibn Hayyan, en zou van groot belang zijn voor de latere alchemie: de alchemist kon nu proberen een metaal te ontleden in twee basissubstanties, en voor de juiste herschikking daarvan te zorgen om een nieuw metaal te verkrijgen.
Een tweede aspect dat aan de alchemistische overlevering werd toegevoegd was het idee dat de Steen der wijzen eigenlijk een medicijn is waarmee zowel metalen als mensen genezen kunnen worden. Bij metalen werd namelijk verondersteld dat goud het perfecte metaal was, en hoewel het misschien lastig is te stellen dat het menselijk lichaam geperfectioneerd kon worden, kon het in elk geval gevrijwaard worden van ziekte en een vroege dood. De notie van de Steen als allesgenezer, een panacee, zou wijdverbreid worden in het Westen.
Belangrijk voor de alchemie als praktische wetenschap in het algemeen was Jabir ibn Hayyan (bekend als "Geber" in Europa). In de 8e eeuw introduceerde hij een nieuwe benadering van alchemie, gebaseerd op een wetenschappelijke methodiek, met in een laboratorium gecontroleerde experimenten. Door velen wordt Jabir dan ook beschouwd als 'de vader van de scheikunde", al geven anderen deze titel liever aan Robert Boyle of Antoine Lavoisier. Echter, ook in Jabirs werk treft men metafoorgebruik aan, terwijl vroegere, hellenistische teksten ook praktische elementen bevatten.
Islamitische alchemisten zoals Muhammad ibn Zakarīya Rāzi (Latijn: Rhazes) en de al genoemde Jabir ibn Hayyan droegen een aantal belangrijke chemische ontdekkingen bij, zoals de techniek van de distillatie (de woorden alambiek en alcohol zijn van Arabische oorsprong), muriatic (zoutzuur), zwavelzuur (vitrioololie), salpeterzuur, soda, potas en meer. De ontdekking dat aqua regia (koningswater) – een mengsel van salpeterzuur en zoutzuur – goud, de edelste aller metalen, kon doen oplossen, werkte sterk op de verbeelding van de alchemisten die na hen kwamen.

### Middeleeuwse alchemie
In deze periode trad een aantal afwijkingen op van de door Augustinus beïnvloede beginselen van de vroeg christelijke denkers. Sint-Anselmus (1033–1109) was een benedictijn die stelde dat geloof de rede moest voorafgaan, maar gaf tevens aan dat ze compatibel waren. Op die manier stimuleerde hij het rationalisme binnen een christelijke context. Er volgde een ware filosofische explosie. Petrus Abaelardus volgde Anselmus' werk en legde zo de basis voor de studie van Aristoteles, nog voor de eerste werken van Aristoteles het westen bereikten. Zijn belangrijkste invloed op de alchemie was zijn stelling dat Platoonse ideeën (nu universalia genoemd) geen apart bestaan buiten het bewustzijn hadden.
Albertus Magnus (1193–1280) en Thomas van Aquino (1225–1274) waren beiden Dominicanen die Aristoteles bestudeerden. Beiden trachtten de verschillen tussen filosofie en christendom te verzoenen. Thomas deed ook een groot deel van het werk in de ontwikkeling van de wetenschappelijke methode.
De eerste echte alchemisten in het middeleeuwse Europa waren pseudo-Geber en Roger Bacon. Bacon (1214–1294) was een franciscaner van Oxford die naast alchemie optica en talen bestudeerde. Het franciscaanse ideaal om de wereld te nemen zoals hij was in plaats van hem af te wijzen, leidde tot zijn overtuiging dat experimenten belangrijker waren dan redeneren. Het werk van pseudo-Geber en Bacon betekende evenveel voor de alchemie en de daaruit voortvloeiende moderne chemie als het werk van Robert Boyle; wellicht soortgelijk aan de invloed van Galileo op de astronomie en natuurkunde.
De Fransman Nicolas Flamel was een van de weinige alchemisten die in deze voor alchemisten moeilijke periode schreef. Flamel leefde van ca. 1340 tot 1418 en zou het archetype worden voor de alchemisten na hem. Hij was geen religieuze geleerde zoals veel van zijn voorgangers. Zijn hele interesse in alchemie draaide rond de zoektocht naar de Steen der wijzen, waarvan hij ook beweerde de formule gevonden te hebben. Gedurende de late middeleeuwen (1300–1500) waren alchemisten net als Flamel geconcentreerd op zoek naar de Steen der wijzen en het elixer van de jeugd.
De Duitser Heinrich Cornelius Agrippa (1486–1535) was een alchemist die van zichzelf geloofde dat hij geesten kon oproepen. Zijn invloed was niet zo groot, maar net als Flamel produceerde hij geschriften waar door latere alchemisten naar verwezen zou worden.

### Alchemie in de vroegmoderne tijd

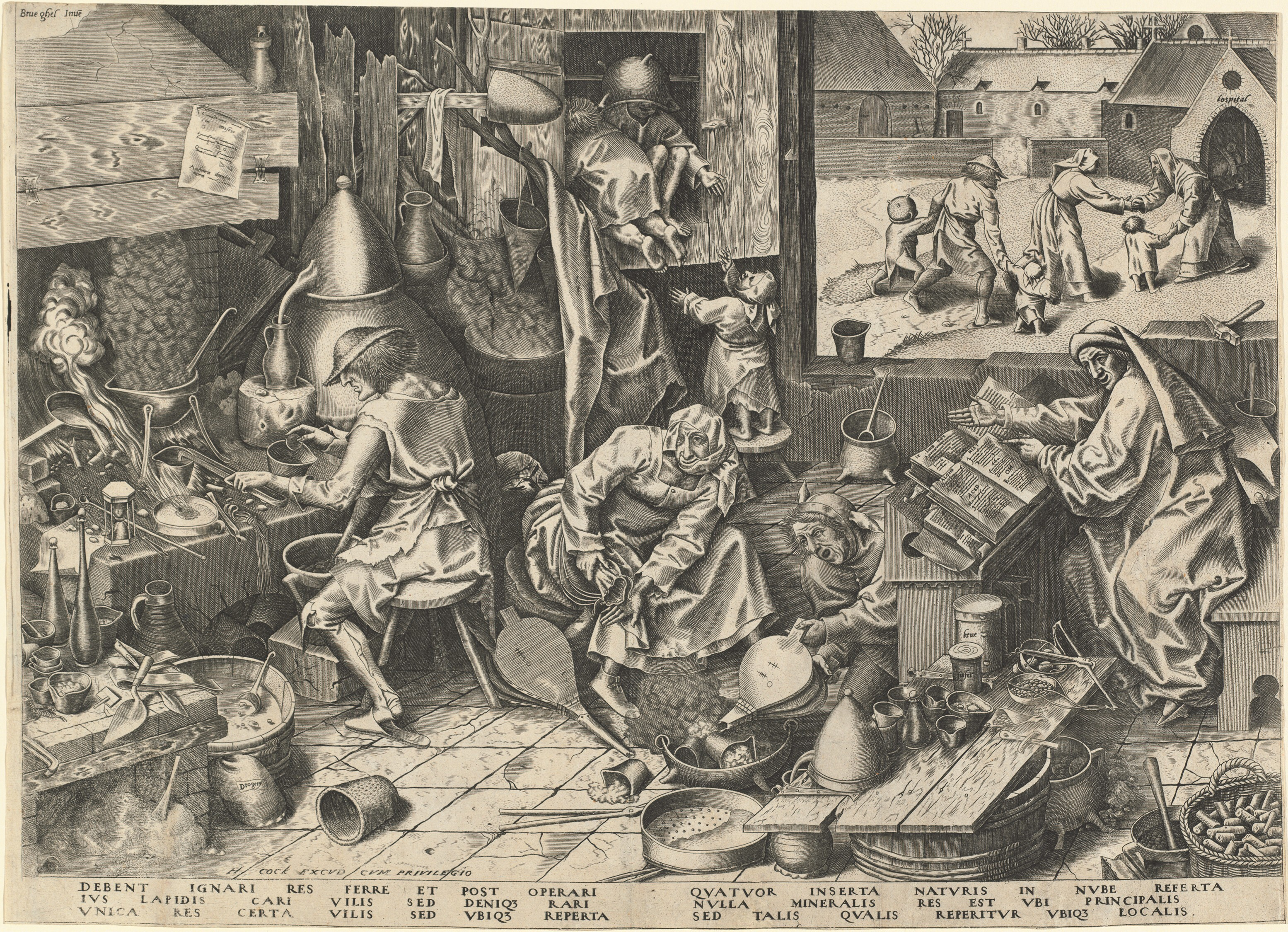
De alchemist van Pieter Bruegel. Hij doet zijn laatste goudstuk in een brouwsel, zijn vrouw beweent haar lege beurs en de kinderen spelen in een lege voorraadkast. Door het raam ziet men hoe het afloopt: in het armenhuis.

#### Algemene ontwikkelingen
De termen chemie en alchemie werden in de vroegmoderne tijd als synoniemen gebruikt en de verschillen tussen alchemie, chemie en onder andere metallurgie of zelfs kookkunst waren niet zo helder afgebakend als in de huidige tijd.
De vroegmoderne tijd is een periode waarin alchemie ongekend populair werd en besproken werd in alle kringen van de samenleving. Boeken over alchemie in al zijn aspecten verschenen meer dan ooit tevoren. Een paar algemene ontwikkelingen moeten hier genoemd worden:
1. Alchemie maakte deel uit van een invloedrijke medische hervormingsbeweging die startte met Paracelsus.
2. Samenhangend met de drukpers, toenemende urbanisatie, geletterdheid en welvaart verschenen meer en meer alchemistische boeken, niet alleen in het Latijn, maar ook in de volkstalen.[33] Het gaat daarbij ook om vakgerichte boeken, zoals distilleerboeken, maar meer algemeen ook om handboeken. Wat dit genre betreft is vooral de Alchemia van Andreas Libavius uit 1597 (wel in het Latijn) van belang, die bijdroeg aan de professionalisering en 'academisering' van het vak.[34]
3. Alchemie maakte deel uit van wat een 'esoterisch veld' genoemd zou kunnen worden. Er was sprake van een toenemende belangstelling voor hermetische, esoterische disciplines zoals magie, astrologie, hermetisme en neoplatonisme, waarbij de notie van universele sympathie niet onbelangrijk is.
4. Alchemie interacteerde met die disciplines. Zo werd 'de' alchemistische theorie verrijkt met kosmologische principes via de neoplatonist Marsilio Ficino (de vertaler van het Corpus hermeticum) en Agrippa von Nettesheim.[35] De bezielende essentie in de kosmos (wereldgeest) werd nu bijvoorbeeld geïdentificeerd met de kwintessens. Daarbij stelde Ficino de metalen voor als levend, gelijk aan planten.[36] Verder begon men stukken uit de Bijbel ook alchemistisch te interpreteren, hoewel dat aanleiding tot controverse gaf.[37] Van dergelijke kruisbestuivingen was in de middeleeuwen geen sprake.
5. De technologische potentie van alchemie werd steeds duidelijker, en werd benut door beschermheren.
6. De interne diversiteit van het alchemistische vakgebied nam toe.

#### Paracelsus en medische alchemie
De belangrijkste naam in deze periode is de veel bestudeerde Aureolus Philippus Paracelsus (Theophrastus Bombastus von Hohenheim, 1493–1541). Hij verbond alchemistisch-chemische methoden en experimenten met de productie van specifieke geneesmiddelen (iatrochemie), en theoretiseerde tevens over het ontstaan en behandelen van ziektes, alsmede de plaats van de mens met ziel, lichaam en geest binnen de kosmos. Met paracelsianisme kan verwezen worden naar dit geheel van iatrochemie, kosmologie en ziekte- en mensbeeld. Paracelsus schreef verder echter ook nog over magie, astrologie en onorthodoxe religieuze ideeën (zie bijvoorbeeld de Philosophia Sagax). Hoewel zijn medische hervorming in de loop van de zestiende eeuw veel navolging vond, kon niet elke iatrochemist zich in Paracelsus' ideeën vinden om wetenschappelijke, filosofische, morele of godsdienstige redenen. Daarom kan het soms handig zijn een onderscheid te hanteren tussen paracelsianisme en iatrochemie. Paracelsus bestreed de op dat moment traditionele Galenische geneeskunde, waarmee hij tegen de gevestigde orde in ging. Tevens was hij een pionier in het gebruik van chemicaliën en mineralen in de geneeskunde, terwijl in de traditionele geneeskunde voornamelijk recepten o.b.v. organisch materiaal courant waren. Toch treft men minerale geneesmiddelen bijvoorbeeld ook aan bij de vroegere Johannes Rupescissa (14e eeuw). Aan de medische theorie met de bekende vier elementen voegde Paracelsus voorts het tria prima van mercurius (kwik), sulfer (zwavel) en zout toe. Ziekte en gezondheid van het lichaam waren volgens hem afhankelijk van de harmonie tussen de mens (de microkosmos) en de natuur (de macrokosmos), en bij de behandeling van ziekten diende men specifieke medicamenten in te zetten, gericht op de ziekte(verschijnselen), i.p.v. op het weer in balans brengen van de traditionele, Galenische, lichaamssappen.

#### John Dee
Een goed voorbeeld van de algehele toename van belangstelling voor esoterie in de vroegmoderne tijd was, en is, de Engelsman dr. John Dee (13 juli 1527 – december 1608). Hij mag een leergierig universeel geleerde heten: hij studeerde op het vasteland wiskunde, geografie en rechten. Na beschuldigd te zijn van hekserij en majesteitsschennis vluchtte hij terug naar Engeland. Daar werd hij wetenschappelijk adviseur van koningin Elizabeth I. Dee verdiepte zich in onder meer in cryptografie en astrologie, maar ook steeds meer in natuurmagie en alchemie. Op hem waren dan ook geleerden als Roger Bacon, Raimundus Lullus (Ramon Llull) en Agrippa von Nettesheim van invloed, namen verbonden aan alchemie en magie. Dee's groeiende interesses in alchemie, magie, astrologie en natuurfilosofie komen onder andere samen in zijn Monas Hieroglyphica uit 1564, gedrukt in Antwerpen. Dit betrekkelijk korte werk was duidelijk beïnvloed door de kabbala. Dee werkte een tijd samen met de exuberante Edward Kelley, met wie hij de weg van theürgie insloeg: zij voerden diverse seances uit en hadden engelengesprekken (een dagboek hiervan is bewaard gebleven) middels een kristallen bol. Overigens beweerde Kelley tevens een poeder te bezitten wat kwik zou veranderen in goud. Kelley zou door zijn exuberante uitspraken en gedrag aan de basis liggen van het populaire beeld van de alchemist-charlatan dat overal in de literatuur opdook.
Tycho Brahe (1546–1601), beter bekend om zijn astronomische en astrologische onderzoeken, was ook een alchemist. Hij had voor dat doel een laboratorium laten bouwen in zijn Uraniborg observatorium.
Andere bekende namen in dit verband zijn bijvoorbeeld nog Bernard G. Penot (Penotus), Andreas Libavius, Isaac Hollandus, Jan Baptist van Helmont, Isaac Newton, George Starkey, Michael Maier, Joachim Tancke (Tanchius), Guglielmo Grataroli (Gratarolo, Gratarolus) en Heinrich Kunrath.

### Ondergang van de westerse alchemie
In de loop van de zeventiende eeuw werd de traditionele alchemie minder invloedrijk en populair, en nam de kritiek op chrysopoeia ('goud maken') toe. Rond 1720 was de transmutationele alchemie zeer sterk op haar retour, en halverwege de eeuw werd het als iets obscuurs uit het verleden beschouwd. Ongeveer in die periode van de Verlichting ontstond, in het kader van de verlichtingsretoriek en -polemiek, het idee van de zuiver rationele en experimentele wetenschap met legitieme kennis tegenover obscure, ouderwetse en bijgelovige niet-legitieme kennis. Tot dat laatste werd samen met astrologie, natuurmagie, necromantie en waarzeggerij nu ook transmutationele alchemie gerekend. Die kant van de vroegmoderne 'chymie' werd nu het stereotype 'alchemie'. Hoewel deze ontwikkeling al in de 17e eeuw begon, zou de alchemie nog 200 jaar aanhangers voor zich winnen en in feite beleefde zij in de 18e eeuw nog een hoogtepunt. Nog in 1781 beweerde James Price een poeder gemaakt te hebben dat kwik in zilver of goud kon transmuteren.
Robert Boyle (1627–1691) – die vooral bekend is geworden vanwege de wet van Boyle – was sterk geïnteresseerd in transmutationele alchemie, maar was tevens een pionier in de toepassing van de wetenschappelijke methode bij chemisch onderzoek. Met hem en wetenschappers als Antoine Lavoisier en John Dalton begon de 'moderne scheikunde'. Tegelijkertijd leidde de paracelsiaanse alchemie tot de ontwikkeling van de moderne geneeskunde. Wetenschappers als William Harvey ontdekten dankzij experimenten geleidelijk aan allerlei belangrijke lichaamsfuncties zoals de circulatie van de bloedsomloop, en later de ware oorsprong van allerlei ziektes (Robert Koch en Louis Pasteur, 19e eeuw) en de precieze functie van vitaminen (James Lind, Christiaan Eijkman, Casimir Funk et al.).
De opkomst van het Verlichtingsdenken, met zijn opvatting van echte kennis en zijn disciplines, had tot gevolg dat de transmutationele alchemie (argyropoeia en chrysopoeia) niet meer als legitiem studieobject beschouwd werd, en het dezelfde weg opging als andere esoterische wetenschappen; het werd gezien als de belichaming van kwakzalverij en bijgeloof. Niettemin bleven de rozenkruisers en vrijmetselaars grote belangstelling voor de traditionele alchemie tonen; zo zijn er in de Bibliotheca Philosophica Hermetica en het Cultureel Maçonniek Centrum 'Prins Frederik' nog een groot aantal boeken over dit onderwerp terug te vinden.
In "Modern Alchemy, Occultism and the Emergence of Atomic Theory" betwist prof. Mark Morrisson nochtans de verwerping van de alchemie als een soort voetnoot bij de wetenschap. Hij toont in deze studie de invloed van de alchemie op de ontluikende 19e- en 20e-eeuwse subatomaire wetenschappen aan. Hierbij maakt hij niet alleen gebruik van notities van laboratoria uit die tijd, maar ook van alchemistische teksten, wat hem brengt tot de conclusie dat tijdens de geboorte van de moderne kernfysica de wegen van wetenschap en occultisme – zo vaak als antithetisch beschouwd – voor korte tijd samenvielen. Hiermee staat Morrison in de traditie die sinds ruwweg twintig à dertig jaar gaande is en in hedendaags onderzoek naar vroegmoderne scheikunde/alchemie gangbaar is geworden (zie boven).

## Hermetische taal, symbolen en metaforen
Alchemistische teksten zijn niet zelden moeilijk te begrijpen, doordat er vaak symbolen, metaforen en allegorieën in voorkomen. Deze duisterheid is vaak gehekeld, maar er waren volgens alchemisten goede redenen voor zulk taalgebruik.
Reeds in de oudheid bestond de gedachte dat de natuur niet zomaar haar ware aard laat zien, en dat haar geheimen niet zomaar prijs gegeven worden aan iedereen. In zijn bekende Commentarii in Somnium Scipionis schrijft de vijfde-eeuwse neoplatonist Macrobius bijvoorbeeld dat de natuur
'‘withheld an understanding of herself from the uncouth senses of men by enveloping herself in variegated garments’ en ‘desired to have her secrets handled by more prudent individuals through fabulous narratives.’
Naar deze uitspraak wordt ook verwezen in de bekende zestiende-eeuwse alchemistische Rosarium philosophorum (1550, herdrukt in 1593), en is dan ook van toepassing op de alchemie. Het betekent dat de mens moeite moet doen om de natuur te doorgronden, en die gedachte is van toepassing op alchemisten, omdat zij materie onderzoeken. Het komt erop neer dat de ultieme kennis van de natuur en hoe die te analyseren en te manipuleren is, beschermd moet worden tegen onwaardige mensen. De kennis is speciaal. De hermetische taal vormt daarbij een proef: uitverkoren personen die deugdzaam zijn en de steun van Gods gratie genieten, kunnen het Grote Werk tot een goed einde brengen.
Nog een reden voor hermetische taal is dat de Steen waardevol is, zodat het recept ervan beschermd moet worden tegen materialistische, hebzuchtige mensen, waaronder koningen.
Minder flatteus is echter nog de reden die Umberto Eco geeft, namelijk dat een gebrek aan kennis het gebruik van metaforen stimuleerde. Alchemisten (of kopiisten die niet goed thuis waren in de alchemie) konden hun toevlucht zoeken tot metaforen, omdat ze de waargenomen processen niet anders konden beschrijven.
In conclusie zeggen alchemistische teksten vaak iets zonder het echt te zeggen. Zo kan een vaste substantie in algemenere zin als het element 'lichaam' (corpus) aangeduid worden, terwijl dampen en gassen aangeduid kunnen worden als 'geest' (spiritus), zonder dat verdere specificaties gegeven worden. Dergelijke verhullende termen staan in de vakliteratuur bekend als Decknamen (Duits) of cover names (Engels).

## Principes

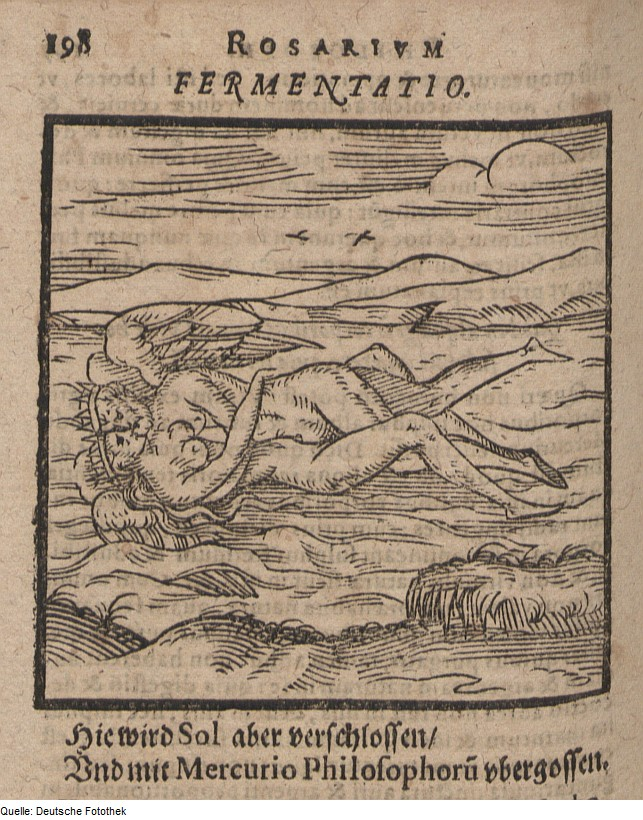
De vereniging van de Koning en Koningin. Houtsnede uit de Rosarium philosophorum, voor het eerst gedrukt in 1550. Later ook herdrukt.

### Zon en Maan
Met name bij transmutationele alchemie treft men zeker in vroegmoderne teksten en afbeeldingen de zogeheten Zon en Maan aan. Deze begrippen zijn zowel tegengesteld aan elkaar als wel aanvullend, en zijn vaak abstracte principes. Ze kunnen ook voorkomen als:
1. mannelijk en vrouwelijk principe
2. goud en zilver
3. zwavel en kwik
4. koning en koningin
5. rood en wit

Een bekend voorbeeld zijn de allegorische houtsnedes in de Rosarium philosophorum, waar men een vrijende koning en koningin aantreft. In het algemeen betreft het uiteindelijk deknamen voor filosofische mercurius (gezuiverde kwik) en filosofische sulfer (gezuiverde zwavel), en het verenigen van beide.

### Vier kwaliteiten en elementen
Diverse alchemistische principes worden beknopt en betrekkelijk duidelijk beschreven in 'The Mirror of Alchemy', een in 1597 (Londen) gedrukt werk, waarvan twee van de vier verhandelingen, waarschijnlijk foutief, werden toegeschreven aan Roger Bacon.
Het boek begint met een simpele definitie van alchemie: "Alchemie is een wetenschap, die leert hoe gelijk welk metaal in een ander kan worden omgezet, door middel van het juiste medicijn (...)" Dit is nu precies de basisopvatting over materie in de alchemie. Ze is terug te voeren op Aristoteles' concept. Deze filosoof had een dualistische visie op materie en postuleerde hierbij een soort pre-existente, vormloze 'prima materia, waarop verschillende vormen en identiteiten 'gedrukt' konden worden. De meest basale vormen in dit concept waren de vier kwaliteiten: koud, heet, vochtig en droog. Door deze eenvoudige 'vormen' te combineren werden de vier elementen verkregen:
- aarde (koud en droog)
- water (koud en vochtig)
- vuur (heet en droog)
- lucht (heet en vochtig)

Door verschillende permutaties van deze elementen werden vervolgens de specifieke substanties gevormd van de materiële wereld. De elementen zijn onderling inwisselbaar: water kan omgezet worden in stoom (lucht), en op dezelfde manier geeft een vaste substantie stoom af als ze wordt verhit. Dit fenomeen van chemische verandering werd opgevat als een mogelijkheid tot transformatie, verandering van de vorm. Op basis van deze theorie werd het mogelijk geacht om het ene metaal in het andere te veranderen, te transmuteren.

### Metalen
Sinds de oudheid onderscheidde men zeven metalen. Deze metalen konden worden weergegeven met astronomische symbolen voor de zeven klassieke planeten, waartoe ook de maan en de zon gerekend werden. Enkelen veronderstelden een directe (occulte) relatie tussen planeet en metaal, anderen zagen het zuiver allegorisch. De verbindingen zijn deze:
1. ijzer – Mars –
2. tin – Jupiter –
3. koper – Venus –
4. lood – Saturnus –
5. kwik – Mercurius –
6. zilver – Maan –
7. goud – Zon –

Sinds de Arabische alchemie werd verondersteld dat de metalen samengesteld waren uit een specifieke combinatie van twee principes, namelijk mercurius en sulfer (niet noodzakelijk de scheikundige elementen kwik en zwavel). Het idee was vervolgens de metalen te analyseren en een nieuwe balans te bewerkstelligen om zo een nieuw metaal te verkrijgen. Door de 'vorm' van het lood, het koper of het kwik eerst weg te nemen kon vervolgens de 'vorm' van het goud hierin worden opgelegd. In deze animistische opvatting van materie werd dit proces gezien als de 'dood' van het onzuivere basismetaal en zijn hergeboorte als het zuivere goud of zilver. Om nu na de 'dood' van het basismetaal het edele metaal te kunnen vormen, was nog iets nodig: eens soort scheikundig middel om dit te laten gebeuren. The Mirror of Alchemy verwoordt dit als volgt: “Alchemie is een wetenschap die leert hoe een bepaald medicijn samen te stellen, Elixer genaamd, dat metalen of onvolmaakte materie volmaakt maakt door middel van projectie.” Dit 'universele medicijn of Elixir (uit het Arabische al-iksir, 'het poeder') was ook gekend onder andere namen, zoals het tinctuur, de Steen der wijzen en tal van andere namen. Projectie is de handeling van het in contact brengen van de Steen met een gewoon, 'onzuiver' metaal.
Het hele proces (Magnum Opus) dat hierna wordt beschreven, leverde uiteindelijk 'goud' op, het metaal verkregen door de transmutatie. Die zuiverheid van het goud was de kwaliteit die de alchemist nastreefde, en hierin lag ook de ambiguïteit van de alchemie. Sommige alchemisten, zoals Edward Kelly, streefden werkelijk rijkdom na door hun kunsten aan vorsten en graven aan te bieden. Anderen wezen erop dat het niet om gewoon goud ging, maar om 'filosofisch goud'. De auteur van The Mirror of Alchemy verwoordde het zo: “Het goud, verkregen door deze Kunst, overtreft al het natuurlijke goud in alle eigenschappen, zowel in geneeskracht als in al het andere.”

## Het Magnum Opus

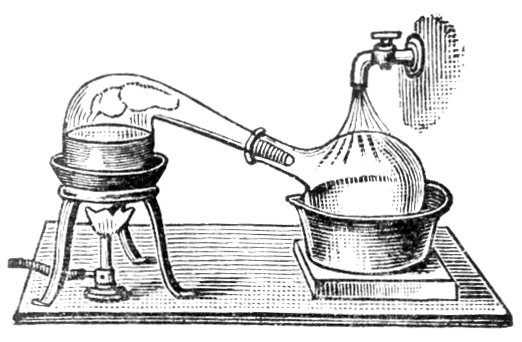
distilleerkolf

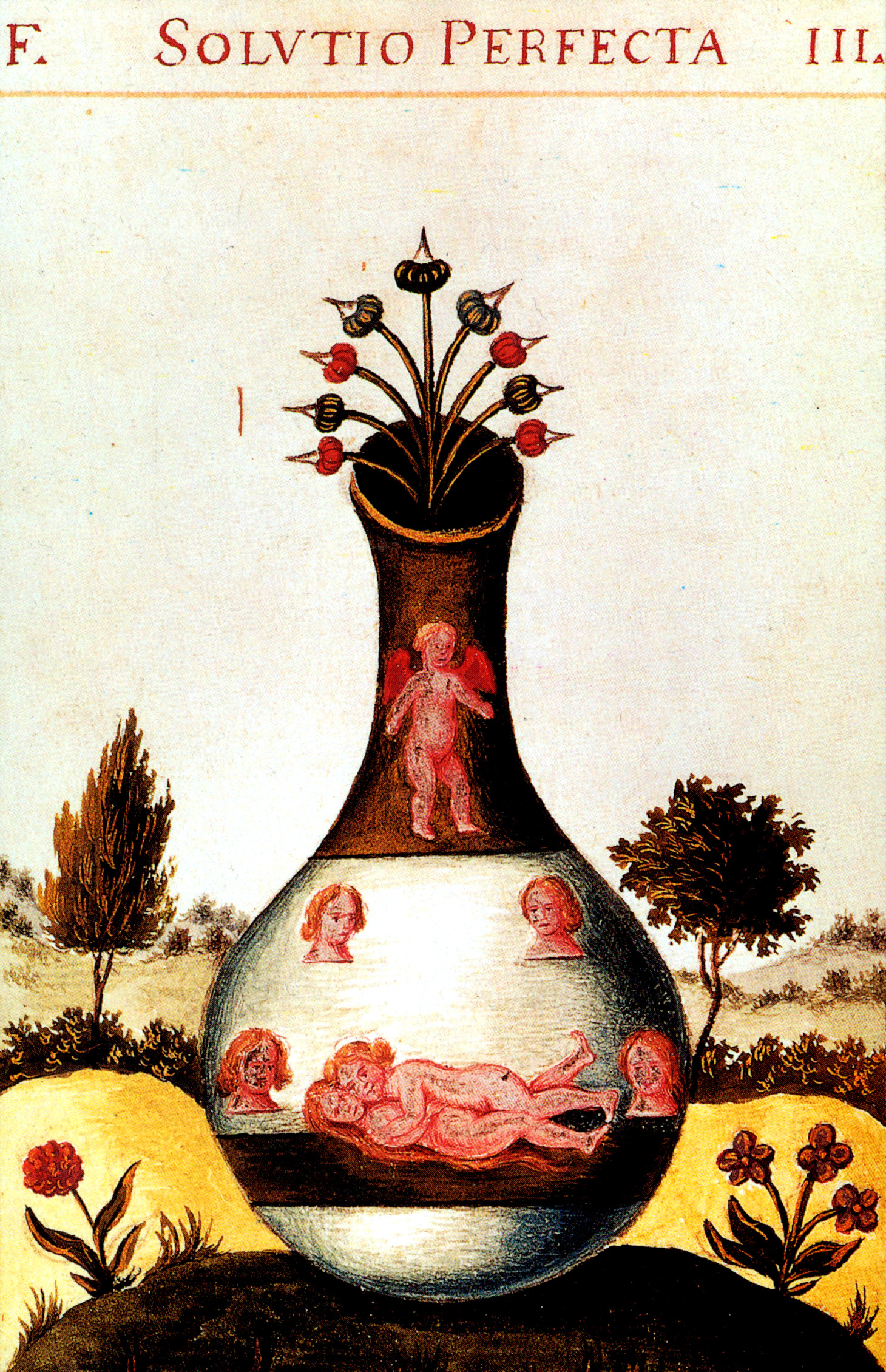
Conjunctie of het chemische huwelijk in 'Donum Dei', 17e eeuw

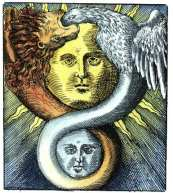
Illustratie in Basilius Valentinus' boek Azoth ou le moyen de faire l'Or caché des Philosophes, Parijs 1659.

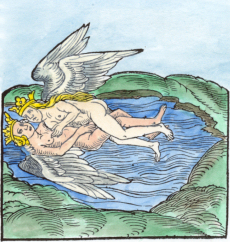
Fermentatio (fermentatie)

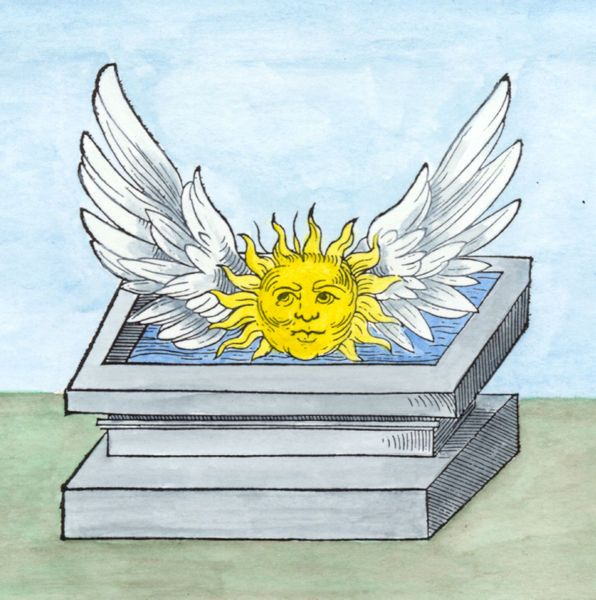
Illuminatio (verlichting)

Er bestond geen eenduidigheid over hoe de Steen der wijzen precies vervaardigd moest worden, en men vindt verschillende procedés, begrippen en beschrijvingen bij verschillende auteurs. Globaal kan het Magnum opus opgedeeld worden in meerdere stappen van meestal 3, 4, 7 of 12 fasen, waarbij de ruwe materie bewerkt wordt om als eindproduct de Steen der wijzen op te leveren. Een invloedrijk werk was bijvoorbeeld George Ripleys ‘The Compound of Alchemy’ uit 1471, ook wel bekend als de Twelve Gates. Daarin worden in twaalf hoofdstukken de twaalf fasen van het magnum opus ("het grote werk") als volgt beschreven:
1. Calcinatie ('Calcination'): reduceert een vast lichaam tot wit poeder
2. Oplossing ('Solution'): de vaste materie wordt vloeibaar gemaakt door een krachtig 'solvent'; een terugkeer naar de prima materia
3. Scheiding ('Separation'): de 4 elementen worden afgebroken en het spirituele mercurium (de anima) komt vrij
4. Conjunctie ('Conjunction'): ook het chemische huwelijk genoemd, waarbij de tegengestelden terug worden verenigd[54]
5. Verrotting ('Putrefaction'): zwartheid (nigredo) en verrotting als prelude tot het nieuwe leven
6. Stolling ('Congelation'): de materie is getransmuteerd; de witte steen der alchemisten.
7. Voeding ('Cibation'): een proces ter versterking, het 'voeden' van de hernieuwde materie
8. Sublimatie ('Sublimation'): maakt het lichaam van de materie spiritueel. De volgende fasen beschrijven obscure processen met het doel de materie verder te 'veredelen'
9. Fermentatie ('Fermentation')
10. Verheffing ('Exaltation')
11. Vermeerdering ('Multiplication')
12. Projectie ('Projection'): als de tinctuur werkt, kan hiermee gewoon metaal omgevormd worden tot goud

## Psychologische interpretatie van het zuiveringsproces
De Zwitserse arts en psychiater Carl Gustav Jung (1875–1961) schreef een aantal boeken, waarin hij een vergelijking trok tussen de symboliek van de alchemie en de archetypische voorstellingen die hij waarnam bij zijn studie van in alle culturen en tijden voorkomende symbolen in bijvoorbeeld dromen en kunstuitingen. De alchemie beschreef volgens hem processen die symbolische uitbeeldingen waren van het proces van individuatie. Hij vergeleek het werk van de alchemisten met een soort studieboek van het collectief onbewuste. Wat voor soort goud het ook was waar de alchemisten naar op zoek waren geweest, zo dacht hij, ze hadden in feite door hun werk het onbewuste ontdekt. De sterke beelden van alchemistische taferelen (bijvoorbeeld: koning en koningin in seksuele gemeenschap, een liggende man uit wiens lichaam op de plaats van de penis een boom groeit, man en vrouw die versmelten tot een hermafrodiet) waren volgens hem duidelijk bedoeld om over te mediteren als verschillende fasen van ons bewustzijn. Onder invloed van het onderzoek dat Jung deed over alchemie, gingen psychologen de alchemistische processen ook interpreteren als projecties van onbewuste psychische processen. Hierbij werd de groei beschreven die de ziel of de psyche doormaakt om één te worden, een volledig mens. Volgens deze visie zou de Steen der wijzen deze volgroeide en volmaakte mens zelf zijn. Als eerste logische stap was de afbraak van het ego nodig.
Soms wordt het alchemistisch zuiveringsproces niet in 12 maar in 7 stappen beschreven. Elk van deze stappen of fasen in het proces kan in verband worden gebracht met zowel een beschrijving uit de Smaragden Tafel als met een fase van het groeiproces van de alchemist zelf:
1. Calcinatie (tot kalk branden of oxidatie)
2. Dissolutie (oplossen)
3. Separatie (scheiden)
4. Conjunctie (samenvoegen)
5. Fermentatie (vergisting)
6. Distillatie (reiniging door verdamping)
7. Coagulatie (stolling)

Dezelfde termen duiden tegenwoordig chemische methoden aan.
1. Bij de eerste stap, calcinatie, wordt de materie verbrand. Dit werd later in dieptepsychologische termen geïnterpreteerd als het verbranden van het ego. Met het ego bedoelt men hier het dagelijkse masker dat iemand draagt, het zich zorgen maken over het uiterlijk en over wat anderen zeggen. De scheikundige kant hiervan is het verbranden van de te zuiveren substantie (meestal een plant). Op de Smaragden Tafel is dit gelijk aan zin 9: Zijn vader is de Zon.
2. Bij de tweede stap, dissolutie, worden de restanten van het ego opgelost. De restanten bestaan uit de mannelijke (verstand) en vrouwelijke (gevoel) kanten (of yin en yang, of hoe het ook wordt genoemd), maar zijn nog sterk vervuild met de resten van het ego. Ook in de scheikunde is dit het oplossen van de resten (as) in een oplosmiddel. Zin 10 van de Smaragden Tafel verwijst hiernaar: Zijn moeder is de Maan.
3. Bij de derde stap, separatie, worden de restanten van elkaar gescheiden, het mannelijke van het vrouwelijke. De rest wordt weggegooid (de resten van het ego). In de scheikunde staat dit gelijk aan bijvoorbeeld extractie of chromatografie. De wind draagt het in zijn buik zegt de Smaragden Tafel (zin 11).
4. Bij de vierde stap, conjunctie, verkrijgt de alchemist de 'kleine steen' (der wijzen). Het is de eerste hereniging van de twee delen (verstand en gevoel). De alchemisten noemden dit ook wel huwelijk van de koning en de koningin. Bij het bereiken van deze stap ontstaat een soort innerlijke rust; de dualiteit is opgeheven zonder tussenkomst van een ego. De voedster ervan is de aarde (zin 12), staat er in de Smaragden Tafel. Dit is slechts het begin. Het 'koninklijk kind' moet met beide benen op de grond blijven staan en het doel voor ogen houden.
5. De vijfde stap, fermentatie ofwel gisting, is scheikundig gezien een omzetting. De bij stap vier verkregen stof moet eerst rotten en dan gisten om een nieuw soort verbinding te krijgen. De oude alchemisten voegden bij het rottingsproces vaak mest toe om het te versnellen. Na de rotting begon de werkelijke gisting, dat (meestal) resulteerde in een geelachtige stof.
6. De zesde stap is distillatie. Scheikundig is dit het laten koken en condenseren van de bij stap vijf verkregen stof, om een hogere concentratie en zuiverheid te verkrijgen. Als je te werk gaat met groot vernuft, stijgt deze kracht van de aarde op naar de hemel (=verdampen), en daalt weer af naar de aarde (=condenseren) en ontvangt energie van de hogere en de lagere (regionen). zegt de Smaragden tafel hierover (zinnen 20 en 21). Praktisch laat de adept ook hier het wereldlijke leven los.
7. De zevende en laatste stap, coagulatie, is het ultieme samengaan van de gezuiverde delen van het zelf. Beneden zoals boven, en boven zoals beneden staat er in de Smaragden tafel. Geest en lichaam worden een. De adept is verlicht.

## Beroemde alchemisten

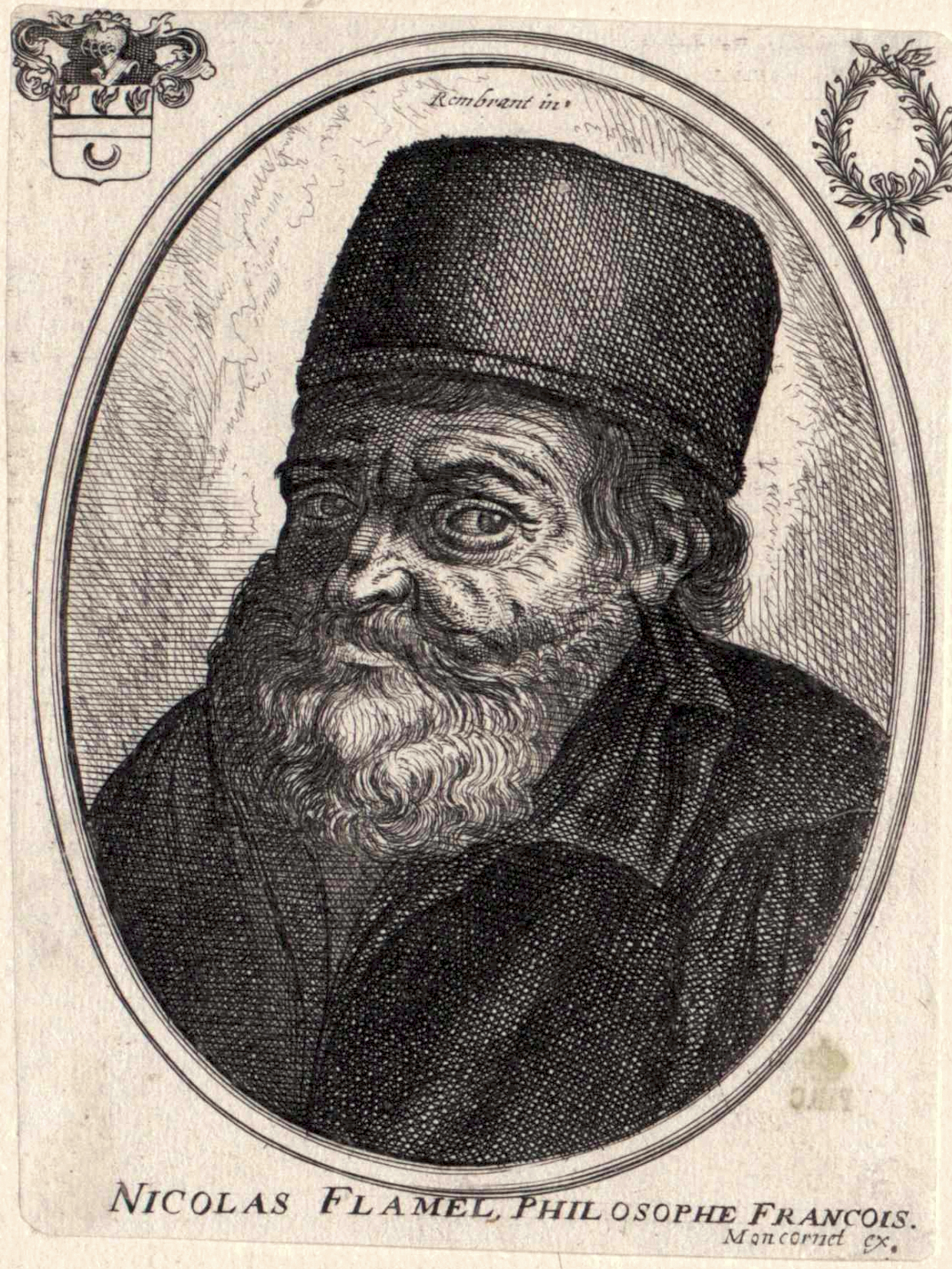
Nicolas Flamel (circa 1400)
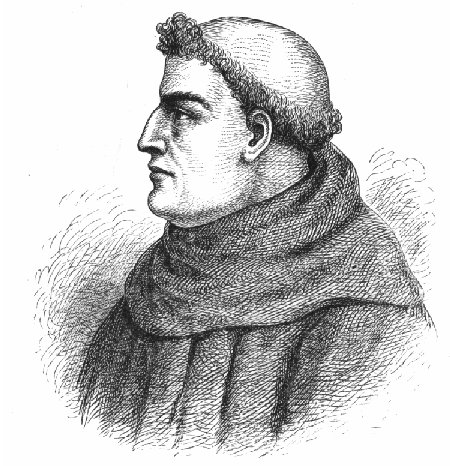
Roger Bacon (13e eeuw)
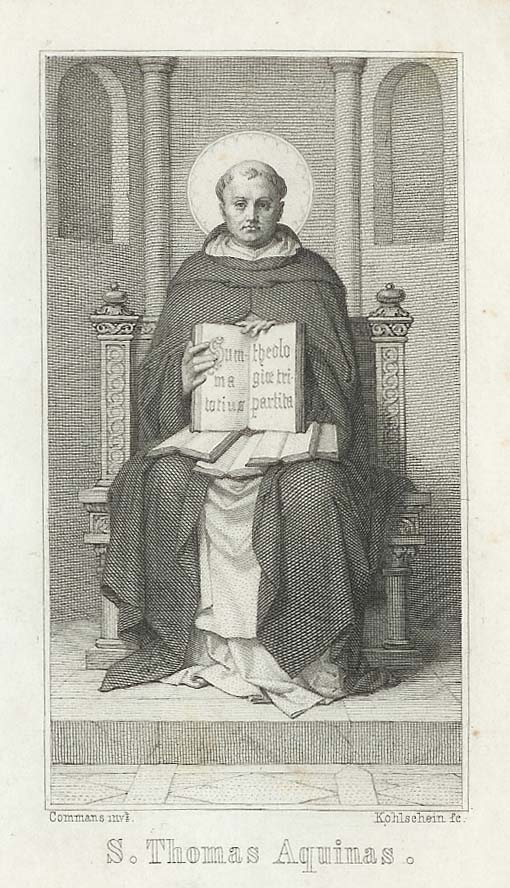
Thomas van Aquino  (13e eeuw)
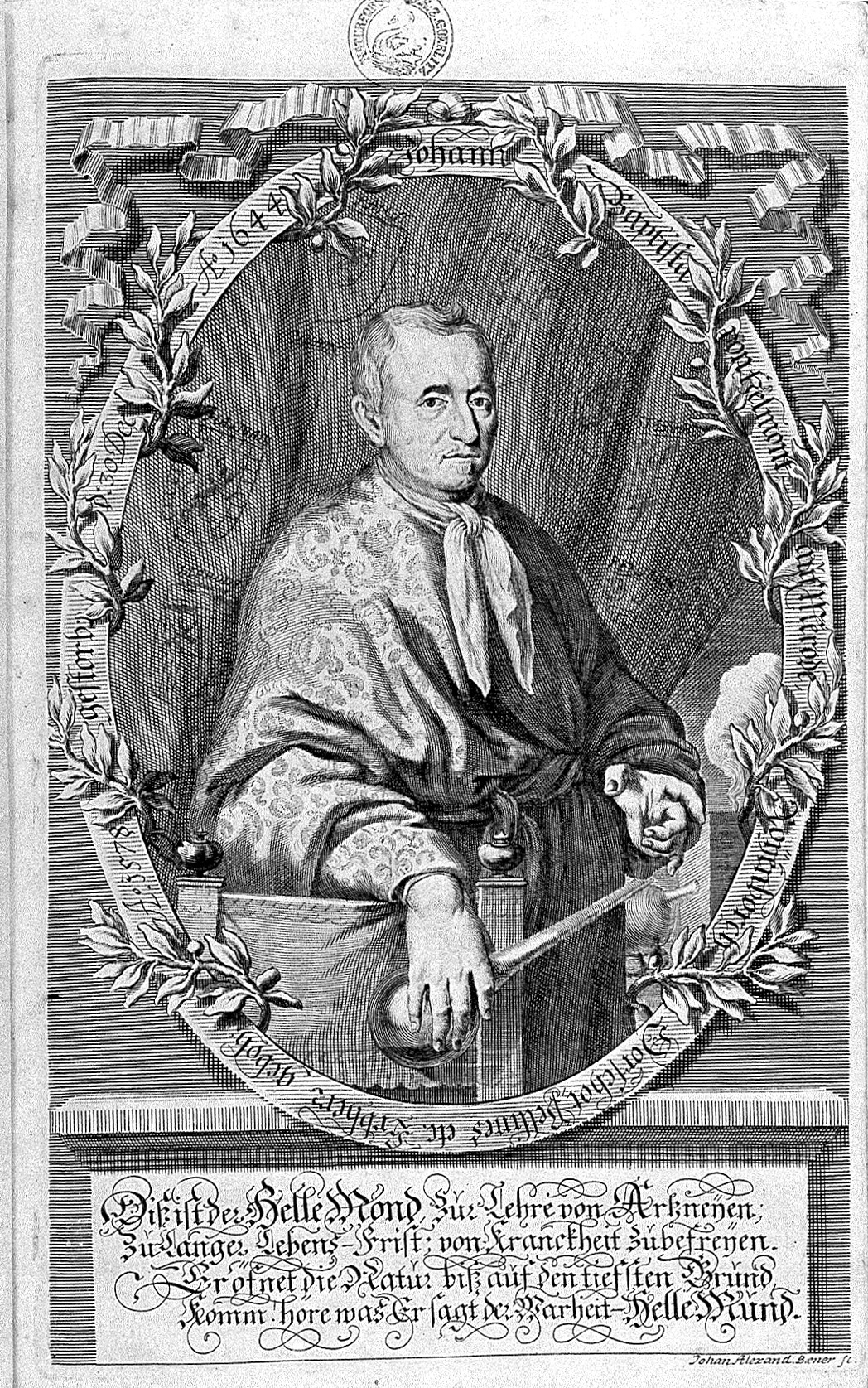
Jan Baptista van Helmont (1579-1644)
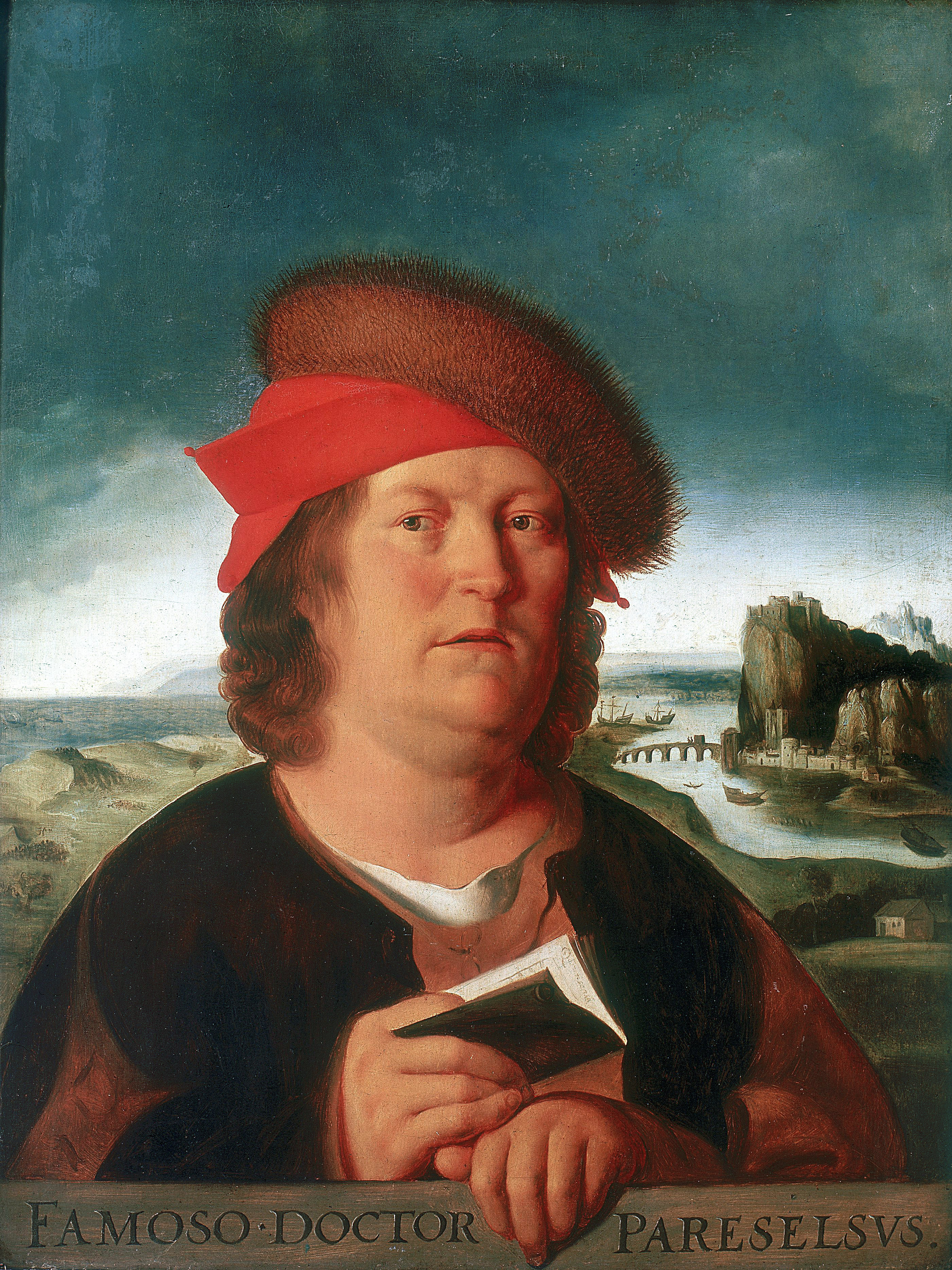
Paracelsus (1493–1541)
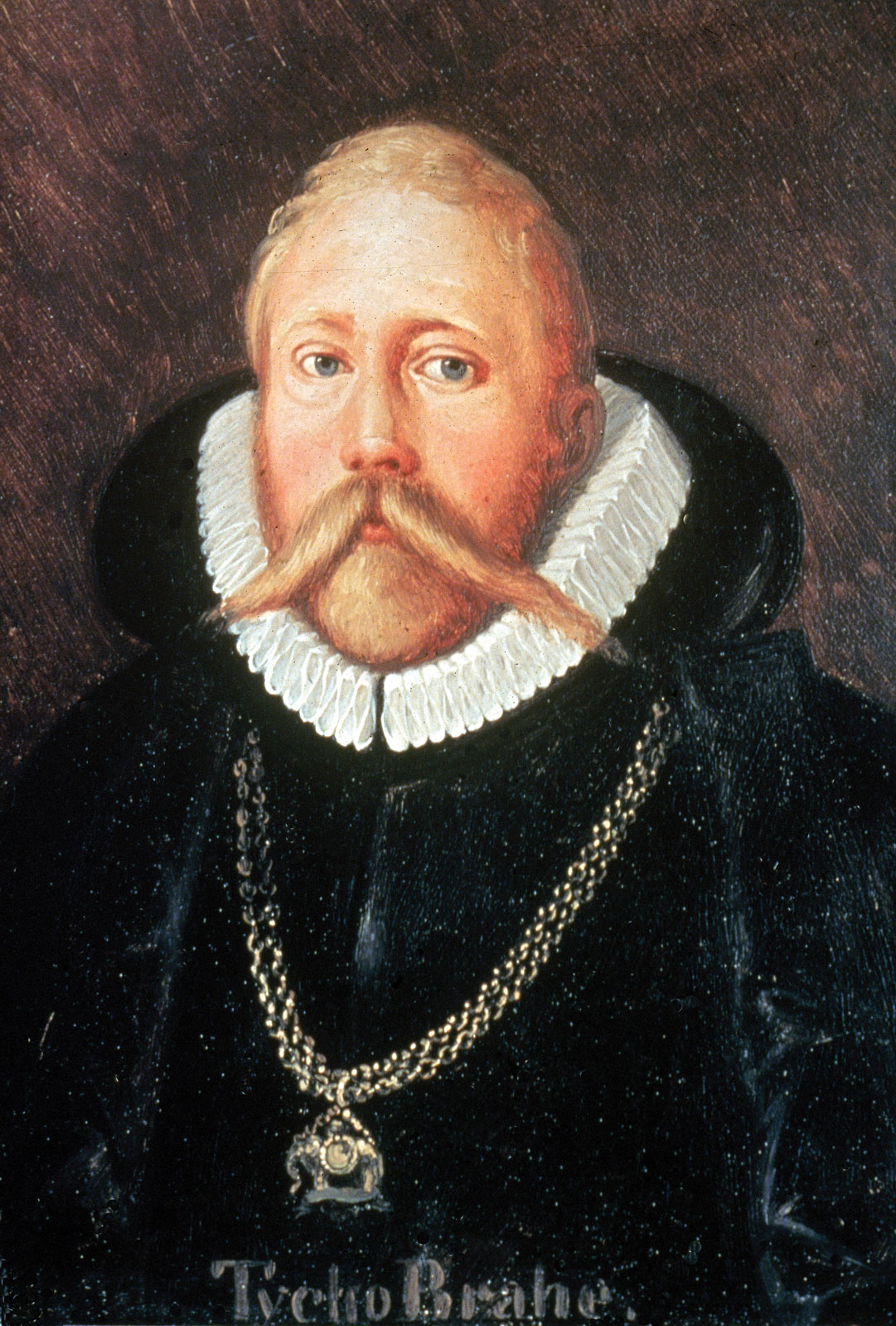
Tycho Brahe (1546-1601)
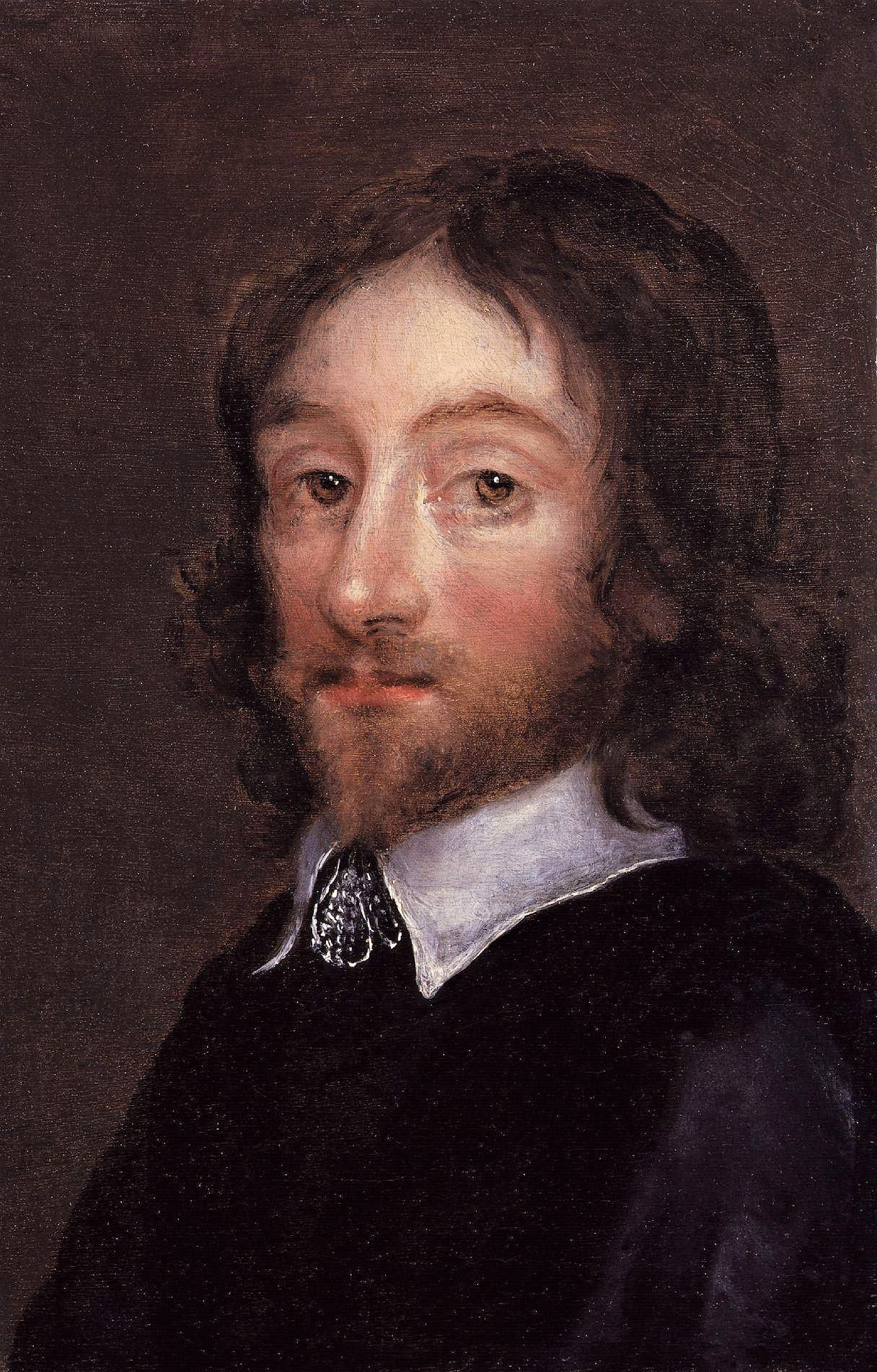
Thomas Browne (1605–1682)
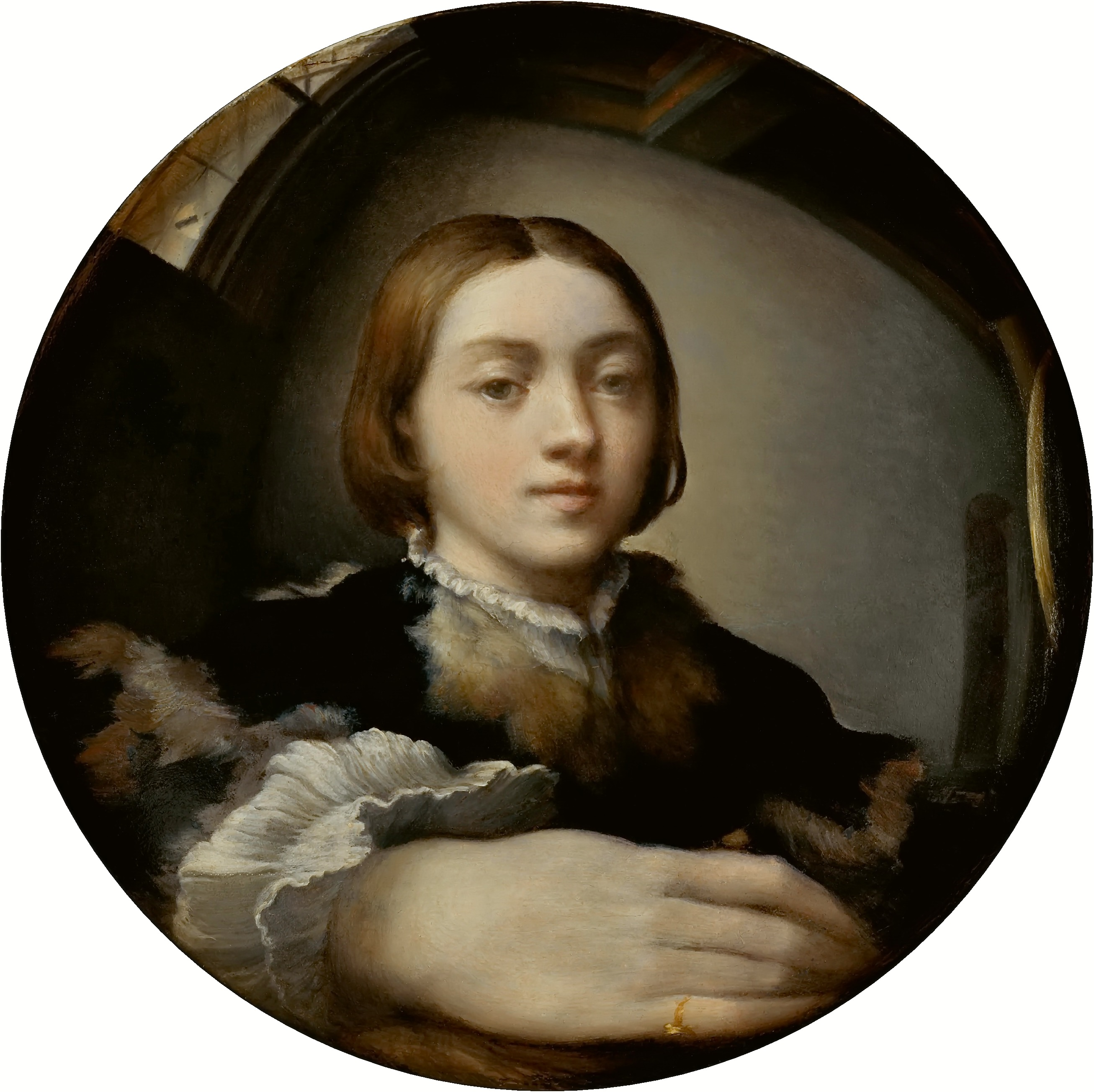
Parmigianino (1503-1540)
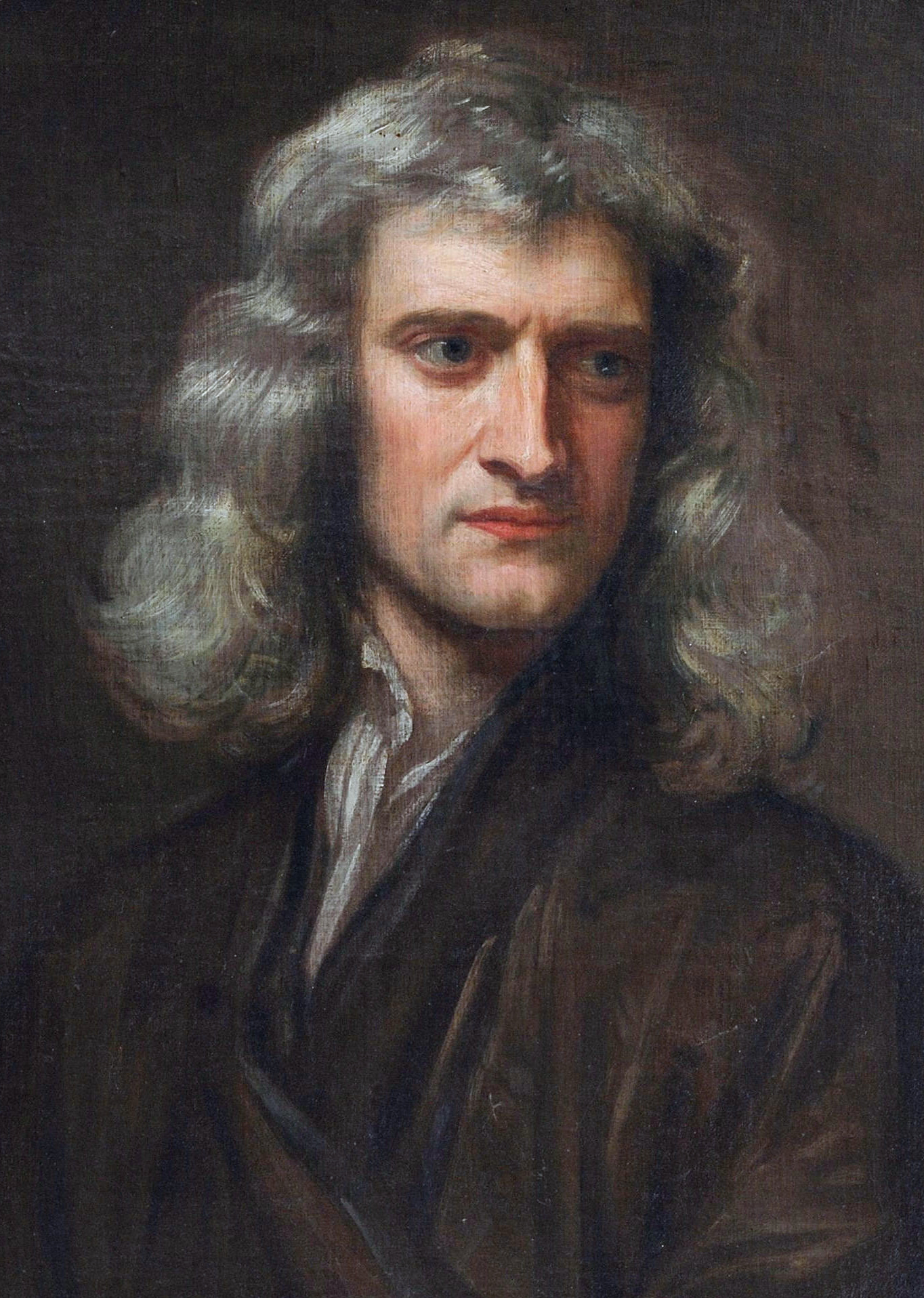
Isaac Newton (1642–1727)
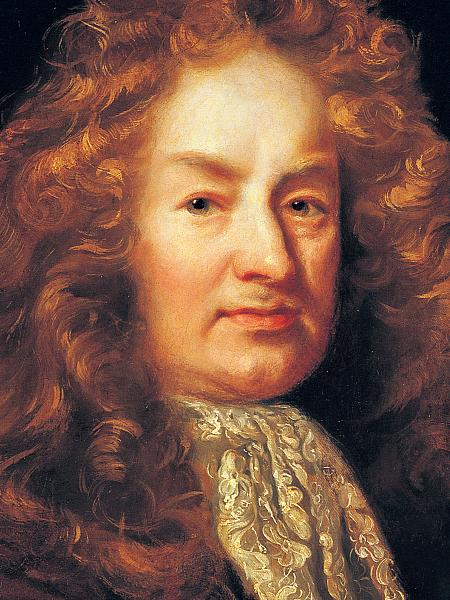
Elias Ashmole (1617–1692)